# Queen
A Queen brit rockegyüttes, amelynek tagjai Freddie Mercury (ének), Brian May (gitár), John Deacon (basszusgitár) és Roger Taylor (dob) voltak. Jellegzetességeik az aprólékos stúdiómunkával felvett albumok, és a rétegezett, hangsúlyozott gitár- és énekhangzás. A hangzásukat főképp a glam rock, heavy metal és progresszív rock stílusba sorolják, de készítettek többek közt punk, funk, ragtime vagy gospel típusú dalokat is. Híresek voltak a hatásos koncertjeikről, a mindig modern színpadi technikájukról, és Mercury színpadias előadásmódjáról. A kortárs kritika általában kedvezőtlenül írt róluk, és visszatekintve is megoszlanak a vélemények: bár sok későbbi előadóra voltak nagy hatással, főleg az 1980-as években kiadott lemezeiket utólag is sokan elmarasztalják.
May és Taylor már 1968-ban együtt zenéltek a Smile nevű zenekarban, amelynek feloszlása után Mercury, majd később Deacon csatlakozásával, 1971-ben új zenekart alapítottak. A korai albumaik vegyes kritikai és kevés eladási sikert hoztak. Kisebb áttörést 1974-ben értek el a Sheer Heart Attack albummal, amely Angliában már jelentős siker lett, majd nemzetközi hírnévre tettek szert az 1975-ös A Night at the Opera nagylemezükkel, és az arról megjelent, kirobbanóan sikeres „Bohemian Rhapsody” kislemezzel. Az ezt követő években a zenéjük egyre egyszerűbb és közönségbarátabb lett, így sorra adtak ki jól fogyó, de a kritikusok által gyakran leminősített albumokat. 1980-ban a The Game albumukkal, és az azon szereplő „Another One Bites the Dust” dalukkal a funk és az R&B stílusban is sikereket értek el. Az 1982-es Hot Space már erősen eltávolodott a rocktól, diszkó hangzással kísérletezett, de nem volt népszerű a rajongók körében.
Ezt követően, az 1980-as években egyre slágeresebb, kevés kockázatot vállaló lemezeket adtak ki, amelyek – Amerika kivételével – világszerte sikeresek voltak. Mercury 1991-ben AIDS betegsége miatt elhunyt, ezután a túlélő tagok csak a régi felvételeket újrafeldolgozó Made in Heaven albumot adták ki 1995-ben, majd gyakorlatilag feloszlottak. Deacon 1997-ben visszavonult a zenéléstől, de May és Taylor továbbra is használták az együttes nevét, és számos önfeldolgozást jelentettek meg. 2004-től Paul Rodgers énekessel a Queen + Paul Rodgers együttes tagjaiként újra turnéztak, és lemezt is készítettek, de részben a kedvezőtlen fogadtatás miatt 2009-ben feloszlottak. A zenekarhoz 2012-ben csatlakozott a fiatal amerikai énekes, Adam Lambert, akivel 2012 után 2014-ben és 2015-ben turnéztak Észak-Amerikában és Európában, Queen + Adam Lambert névvel.
A Queen több mint fél évszázada van jelen a popkultúrában. A becslések szerint 250 millió és 300 millió között mozognak a lemezeladásaik, amivel a világ egyik legsikeresebb előadóivá váltak. A Queen történetéből játékfilm készült, melyet 2018-ban mutattak be Bohém rapszódia címmel.

## Történet

### Megalakulás (1968–1972)
Az együttes története az 1960-as évek végére nyúlik vissza. 1968-ban Brian May és Tim Staffell a londoni Imperial College-ben hirdetés útján találkoztak Roger Taylor dobossal: az így létrejött Smile együttes az akkoriban népszerűségének csúcsán álló Cream és Yardbirds zenéjét utánozta, de nem értek el számottevő sikert. Bár többször felléptek klubokban és más egyetemeken, az 1969 júniusában a Trident Studiosban rögzített „Earth”/„Step On Me” kislemezük nem keltett feltűnést. A kudarc hatására Staffell eltávolodott az együttestől, végül 1970-ben ki is lépett. Ekkor csatlakozott hozzájuk Freddie Mercury (akkor még Farrokh Bulsara), aki korábban maga is játszott iskolai zenekarokban, és egy ideje már jóban volt a Smile tagjaival – gyakran látogatta meg őket a próbák során, Taylorral pedig egy időben közös ruhaboltot vezetett. Mercury ötletére az együttest Queennek nevezték el, majd meghallgatásokat hirdettek basszusgitárosok részére, így találkoztak 1971-ben John Deaconnal.
Felléptek ugyan kisebb koncerteken, de a korábbi életüket nem hagyták el: Mercury tovább igazgatta a boltot immár Taylor nélkül, Taylor és Deacon a tanulmányaikat folytatták, May pedig a szakdolgozatát félretéve középiskolában tanított. 1971 szeptemberében végre alkalmuk nyílt professzionális stúdióban dolgozni, amikor a De Lane Lea Studios egyik újonnan épített épületébe hangos együtteseket kerestek a hangrendszer tesztelésére. Bár a stúdió valóban kezdetleges állapotban volt, és rengeteg hibája előjött, mégis sikerült egy négyszámos demóanyagot felvenniük. Ráadásul az egyik próba során Roy Thomas Baker és John Anthony producerek meglátogatták őket, és mivel tetszett nekik, amit hallottak, elkértek egy példányt a demóból. Baker és Anthony a Trident Studiosnak dolgoztak, ahol a vezetőség éppen akkoriban akarta a stúdió profilját a menedzselés felé bővíteni. Mivel a Trident vezetőségét meggyőzte a demó, nem sokkal később felajánlották az együttesnek, hogy felvehetnek a stúdióban egy albumot – annyi kikötéssel, hogy csak az úgynevezett „holtidőben” dolgozhatnak, amikor semelyik fizető ügyfél nem használja a stúdiót.

### QueenésQueen II(1970–1974)
Közös megegyezés alapján minden a De Lane Lea-ban már felvett dalt újra felvettek. Roy Thomas Baker produceri segítségével kialakították a rájuk oly sokáig jellemző felvételi stílust: a lehető legtökéletesebb hangzás érdekében minden részletet több tucatszor felvettek, és a legjobbnak tűnőt használták fel végül, a gitár és az ének felvételeit pedig többszörösen egymásra másolták, hogy erős és telt hangzást kapjanak. Mivel akkoriban ők voltak a Trident legjelentéktelenebb ügyfelei, csak olyankor használhatták a stúdiót, ha a komolyabb, fizető zenészek nem tartottak rá igényt, emiatt gyakran éjszakákon át virrasztottak a váróteremben, az alkalomra várva, és nem egyszer hajnalban kerültek csak stúdióba. 1972 novemberére készen álltak a felvételekkel, de a legtöbb dallal nem voltak elégedettek, ezért újabb hónapokat töltöttek el az újrakeveréssel. 1973 márciusában a Trident megegyezett az EMI kiadóval, amely 300 és 400 ezer font közötti összeget fizetett a kiadási jogokért. A kiadó nem közvetlenül az együttessel kötött szerződést, hanem az őket menedzselő Trident Studiosszal, így a lemezeladásból származó haszon a Tridenthez került, amely kevés, heti 20 font bért fizetett a zenekarnak. Erre az időre Mercury megtervezte az együttes jelvényét, amelyet a tagok zodiákus jegyei ihlettek. A logón az együttes nevére utaló nagy Q betűt két oroszlán (Taylor és Deacon jegyei), és két angyal vesz körül (Mercury jegyére, a szűzre utalva), a tetején pedig egy rák látható (May jegye). Az egész kép hátterében egy főnixmadár volt, amely Mercurynak az együttesbe vetett hitét illusztrálta.
Debütáló albumuk, a Queen 1973. július 13-án jelent meg, de mivel a vezető kislemeze, a „Keep Yourself Alive” – bár Mercury szerint ez fejezte ki a legjobban a Queen stílusát 1973-ban – nem aratott különösebb sikert, és a rádiók sem játszották, nem volt nagy érdeklődés iránta. Stephen Erlewine, az AllMusic kritikusa szerint „a Queen majdnem minden védjegye jelen volt már, Mercury operai falzettjától May gazdag, telt gitárjátékán keresztül a »Great King Rat« szvitjellegű felépítéséig.” A dalszöveg a tipikus rock-témák mellett egyéb irányokba is elkalandozik, „a mondai és vallásos sztoriktól kezdve (főleg Freddie-től a »Great King Rat,« »My Fairy King« és »Jesus«) a szebb jövőbe vetett hitig (Briantől a »Keep Yourself Alive« és a »Doing All Right«), és felidézték a gondtalan fiatalkor idilli napjait is (szintén Briantől a »The Night Comes Down«).” A kritikusok csupa jót írtak róla: a Rolling Stone nagyszerű debütálásnak tartotta, a Melody Maker pedig úgy vélekedett: „csodálatosan különböző dalok sorozata, kezdve a gyorsnál is gyorsabb rocktól egészen a könnyed balladáig.” Az EMI túlzó reklámkampányt indított az album népszerűsítésére, ami visszafelé sült el, és a Queent megbélyegezték, hogy túlságosan meg van tervezve. 1973 szeptembere és decembere között mégis végigcsinálhatták a legelső koncertturnéjukat a Mott the Hoople előzenekaraként, pár kivétellel nagyrészt Angliában.
A következő, Queen II című albumukat mindössze egy hónap alatt vették fel. Mercury ötletére a lemez két oldalát a hagyományos A és B helyett fekete és fehér oldalnak nevezték. A fekete oldalon Mercury sötét, gótikus, összetett dalai szerepeltek (például a „March of the Black Queen,” vagy az azonos című festmény alapján írt „Fairy Feller’s Master-Stroke”), a fehér oldalon pedig May reményteli dalai kaptak helyet (például a „White Queen” és a „Some Day One Day”). Az egységesség jeleként több dal megszakítás nélkül kapcsolódik az utána következőhöz. A felvételek során teljesen kihasználták a Trident modern, tizenhat sávos felvevő készülékeit, és a technika, valamint Roy Baker producer leleményessége segítségével a végletekig csiszolgatták a dalokat. Az együttesnek rengeteg ötlete volt, hatrészes harmóniákat énekeltek fel, a hangszerelésben hűek maradtak a szintetizátormentességükhöz, zongorát, Hammond-orgonát, kasztanyettát és csengőt használtak. May ekkor alakította ki a később védjegyévé váló többszólamú gitárkíséretet. Erlewine szerint „a Queen II nagyon is különböző bestia az elődjétől, egy album, amely gazdagabb, sötétebb, és furcsább, egy album, amely tetten éri, amint a Queen hirtelenjében együttessé nő.”

A Queen II borítója. Baloldalt Deacon, jobboldalt Taylor, fent May, lent Mercury

Miután kis szerencsével bekerültek a népszerű Top of the Pops klipműsorba, 1974. február 23-án megjelent az albumról a „Seven Seas of Rhye” kislemez. Meglepetés sikert aratott, a tizedik helyre került az angol slágerlistán. Ezt követően március 8-án megjelent maga az album is, amely nem kis részben a kislemez sikerének köszönhetően az ötödik helyet érte el Angliában, a negyvenkilencediket Amerikában. Az együttes neve bekerült a köztudatba, és az első albumukat is szép lassan elkezdték vásárolni. Az album borítójára kerülő híres képet Mick Rock készítette az együttesről, a fehér alapú belső borítóval együtt az album fekete-fehér kontrasztját erősítette. A kritikusok nem fogadták jól, Mark Blake szerint
A Queen második albuma esszencálisan a Who Tommy-ját és a Led Zeppelin negyedik albumát idézi, vagy még korábbról Hendrix, a Pretty Things, a Yes és a Jethro Tull hatását mutatja. Sok kritikus pont ezekre a hatásokra fókuszált. A Rolling Stone magazin enyhén hízelgő volt, mindenesetre elítélte a lemez azon részleteit, amely "csokorba szedi a Yes zenéjének legirritálóbb elemeit [...] a Genesis értelme és kifinomultsága nélkül.” Hazai pályán a Record Mirror „a glam rock legaljának” nevezte: „Ha ez a legjobb reményünk a jövőre, a rock'n'roll minden fogódzó nélkül zuhan az öngyilkosság felé.”

### Sheer Heart Attack,A Night at the OperaésA Day at the Races(1974–1976)
A Queen II közönségsikere után a tagok elkezdtek bízni az együttes jövőjében, felhagytak civil foglalkozásukkal, és teljes egészében a zenélésre koncentráltak. Végigcsinálhatták az első amerikai turnéjukat, ismét a Mott the Hoople előzenekaraként. A turné hatalmas élményanyagot jelentett a számukra, de időközben May hirtelen megbetegedett, és hogy elkerüljék a karanténba kerülést, azonnal haza kellett utazniuk. Amíg May a kórházban lábadozott, a másik három tag nekilátott a következő, Sheer Heart Attack című albumuk felvételeinek. Mivel meglátásuk szerint a Queen II a túlzott bonyolultsága miatt nem tudott nagyobb siker lenni, elhatározták, hogy egyszerűbb, slágeresebb dalokat írnak. A felvételek nagyon megerőltetőek lettek, és első alkalommal már nemcsak a Trident Studiosban zajlottak. Még mindig Mercury és May voltak a fő dalszerzők, de Taylor mellett ezúttal már Deacon is szerepelt az első általa írt dallal, a "Misfire" című, karibi típusú nótával.
1974. október 11-én megjelent az album vezető kislemeze, a dupla A oldalas „Killer Queen”/”Flick of the Wrist.” Nagy sikert aratott, Angliában a második, Amerikában a tizenkettedik helyet érte el a slágerlistán, és a kritikusok jókat írtak róla. A kislemez sikere hatalmas önbizalmat adott az addig küszködő zenekarnak. A Sheer Heart Attack novemberben jelent meg, és a kislemezhez hasonlóan sikeres lett, Angliában a második, Amerikában a tizenkettedik helyet érte el a listán. Erlewine szerint „a zenéjük egyre grandiózusabb és dallamosabb lett, anélkül, hogy feláldozták volna a brutális, kemény stílusukat.” A kemény dalok mellett (mint az egyik korai thrash metal próbálkozásnak tartott „Stone Cold Crazy” és a gitárközpontú „Brighton Rock”) itt jelentek meg először az együttes repertoárjában az 1920-as évek kabarézenéjét utánzó, humoros dalok: a „Killer Queen” és a „Bring Back That Leroy Brown.” A lemez turnéja 1974 októbere és 1975 májusa között zajlott, immár főelőadóként léphettek fel Amerikában, ahol gyakran akkora sikerük volt, hogy két koncertet is adtak egy helyen. A lemezt a kritikusok is kedvelték, az NME hibátlannak tartotta: „Ünnepélyes. Semmi szemét, és négy dal, amit újra és újra meg akarsz hallgatni: »Killer Queen«, »Flick of the Wrist«, »Now I’m Here« és az »In the Lap of the Gods«. Még a »Brighton Rock« is – amit nem kedvelek annyira – maradandó élményt nyújt a hallgatónak, legyen az az eredeti vagy egy koncertfelvétel,” a Rolling Stone pedig az együttes képzettségét és bátorságát dicsérte.
A Sheer Heart Attack sikerét követően az együttes már tarthatatlannak érezte a Tridenttel való kapcsolatát. A növekvő elismertségük után mindenki azt hitte, hogy sztárokként élnek, de még mindig – már hatvan fontra felemelkedő – heti bért kaptak a kiadótól, és apró garzonlakásokban életek. Megbízták Jim Beach ügyvédet, akinek a segítségével 1975 augusztusára felbontották a szerződést a Tridenttel, a beléjük fektetett pénzért cserébe 100 ezer fontot, és a következő hat albumuk nyereségének kis százalékát kellett kifizetniük. Rövid keresgélés után John Reid, Elton John menedzsere vállalta, hogy továbbviszi az ügyeiket. A nehézségek leküzdése után felszabadultan kezdhettek bele a következő albumuk felvételeibe.
A negyedik, A Night at the Opera című albumuk a pályafutásuk addigi legaprólékosabban elkészített lemeze: négy hónapig csiszolgatták hét különböző stúdióban, gyakran egyszerre kettőben, a legmodernebb, huszonnégy sávos felvételi módszerek kihasználásával. A lemezre költött összeget 40 és 50 ezer font közé becsülik, ami akkoriban óriásinak számított. A huszonnégy sávos technikának köszönhetően egy magnószalagra most már még több énekhangot tudtak felvenni, így az olyan énekközpontú dalokba, mint a „Bohemian Rhapsody” és a „The Prophet’s Song” még erőteljesebb, kidolgozottabb kórusok kerültek. A lemez sokszínűsége a különféle hangszerek használatában is kitűnik: Deacon a „You’re My Best Friend” című dalában elektromos zongorán játszott, Taylor az „I’m in Love with My Car” című dalának végére a saját autójának kipufogóhangját rögzítette, May játék kotón játszott a „The Prophet’s Song,” hárfán a „Love of My Life,” illetve ukulele-bendzsón a „Good Company” című dalokban. Kisebb aggodalomra adott okot már a megjelenése előtt Mercury „Death on Two Legs” című dala, mert durva szövegével szinte nyilvánvalóan a Trident egykori főnökét, Norman Sheffieldet támadta. Sheffield meg is akarta akadályozni a dal megjelenését, de mivel nem hangzott el a neve a szövegben, nem volt rá lehetősége. A dalok közül a legbonyolultabb „Bohemian Rhapsody” felvétele önmagában három hétig tartott.
A „Bohemian Rhapsody” kislemez 1975. október 31-én jelent meg, és hatalmas sikert aratott, Angliában kilenc héten át vezette a slágerlistát, ami abban az időben rekordnak számított, Amerikában pedig a kilencedik helyet érte el. Az együttes egyik legismertebb és legtöbbre értékelt dala lett, 2004-ben a Rolling Stone a „minden idők 500 legjobb dala” listáján a 163. helyre sorolta, és a 2021-ben kiadott legújabb rangsora szerint feljött a 17. helyre. Mark Blake az együttesről szóló 2010-es könyvében azt írta, hogy a „Bohemian Rhapsody” több mint kétmilliós eladásával a harmadik legnagyobb példányszámban elkelt brit kislemez. 1977-ben a „legjobb vokális rockzenekar” és „legjobb vokális hangszerelés” kategóriában Grammy-díjra jelölték, de nem nyert. Mivel időhiány miatt nem tudták előadni a Top of the Pops műsorban, készítettek hozzá egy művészi kivitelezésű videóklipet, amely egyrészt a koncerteken, másrészt vizuális effektusok között ábrázolta az együttest. Novemberben megjelent az A Night at the Opera is, és ugyancsak nagy sikert ért el. A rajta található dalok rendkívül széles stílusbeli skálán mozogtak, a heavy metaltól kezdve, a misztikus progresszív rockon keresztül egészen az ukulelével kísért ragtime zenéig, a dalok szövege pedig hasonlóan sokrétű volt, néhol egyszerű, szentimentális és humoros, máshol életrajzi ihletésű, és nehezen megfejthető. Mind a rajongók, mind a kritikusok jól fogadták, Blake szerint
„Úgy hangzik, mintha a produkciós csapat kissé túl sokat mókázott volna a keverőszobában,” írta a Melody Maker. Tony Stewart az NME-től úgy vélte: „Lehet, hogy ez a legnagyobb költséggel felvett brit stúdióalbum napjainkban, de vitatható, hogy a legjobb is. Isten óvja őket.” Ahogyan a [Bohemian Rhapsody] kislemez listavezető lett, úgy az album is követte, és három hetet töltött a listák csúcsán. A kritikusok bizalmatlansága megmaradt, de a következő hónapokban a zenei magazinok olvasói rendre a Queent jelölték elsőnek a Legjobb Zenekar és Legjobb Brit Kislemez kategóriákban. […] Kris Nicholson a Rolling Stone-ban dicsérte az együttes „kísérletező kedvét, akkor is, ha éppen rosszul sül el,” így összegezve: „az összes heavy metal együttes között […] egyértelműen a Queen a legerősebb versenyző.” Az album hét hetet töltött Amerikában a Top 10-ben, a legmagasabb helyezése a negyedik volt.
A lemezt évtizedekkel a megjelenése után nemcsak a Queen legjobbjának, de a rocktörténet egyik legjobb felvételének tartják. 2003-ban a Rolling Stone „minden idők 500 legjobb albuma” listáján a 230. helyre került. Stephen Erlewine az AllMusic oldalán ugyancsak az együttes legjobb lemezének nevezte: „öntudatosan nevetséges és felfújt hard rock mestermű.”
1976. május 18-án megjelent a „You’re My Best Friend” kislemez, amely az angol slágerlistán a hetedik, Amerikában a tizenegyedik helyet érte el. 1976 júliusában újabb hónapokra stúdióba vonultak, és ismét aprólékos munkálatokkal dolgozni kezdtek a következő albumukon. Ezúttal nélkülözték az őket idáig támogató Roy Baker segítségét, és saját maguk voltak a producerek. A felvételek közben 1976. szeptember 18-án ingyenes koncertet adtak a londoni Hyde Parkban, több mint 150 ezer néző előtt. November 12-én megjelent a „Somebody to Love” kislemez, és a második helyet érte el az angol slágerlistán. Az együttes a stúdióban ezt a dalt az egymásra rétegezett énekhangoknak köszönhetően egy valódi gospelkórus érzését keltve énekelte el. A vokál mellett az erősen spirituális dalszöveg is a gospelre emlékeztet. December 10-én következett az A Day at the Races album, amely minden tekintetben hasonlított az A Night at the Operára: ugyanolyan sokszínű volt, a kemény rocktól kezdve a kabarézenén keresztül a popballadáig, a címe ugyancsak a Marx fivérek egy filmcíméből eredt, és a borítója is ugyanaz volt, csak fehér helyett fekete háttérrel. May szerint nem véletlen a hasonlóság, hiszen a két lemez dalait egy időszakban írták. A kritikusok nem voltak elragadtatva, a Sounds túl művészieskedőnek tartotta: „Túlbonyolított, túlfinomított és túlzottan alá van rendelve a művésziességnek, a valódi inspiráció helyett. Bár meg vagyok róla győződve, hogy a Queen egy csomó meggyőző, kimunkált és nagyszerű zenét csinált az elmúlt pár évben, a báj mögött azért mégiscsak lennie kéne valódi tartalomnak.” Nick Kent az NME-től az éppen feltörekvőben lévő punk forradalommal szembeállítva marasztalta el a túlcicomázott A Day at the Races-t: „mintha groteszk paródiája lenne az összes létező zenei formának […] Utálom ezt az albumot.”

### News of the WorldésJazz(1977–1979)

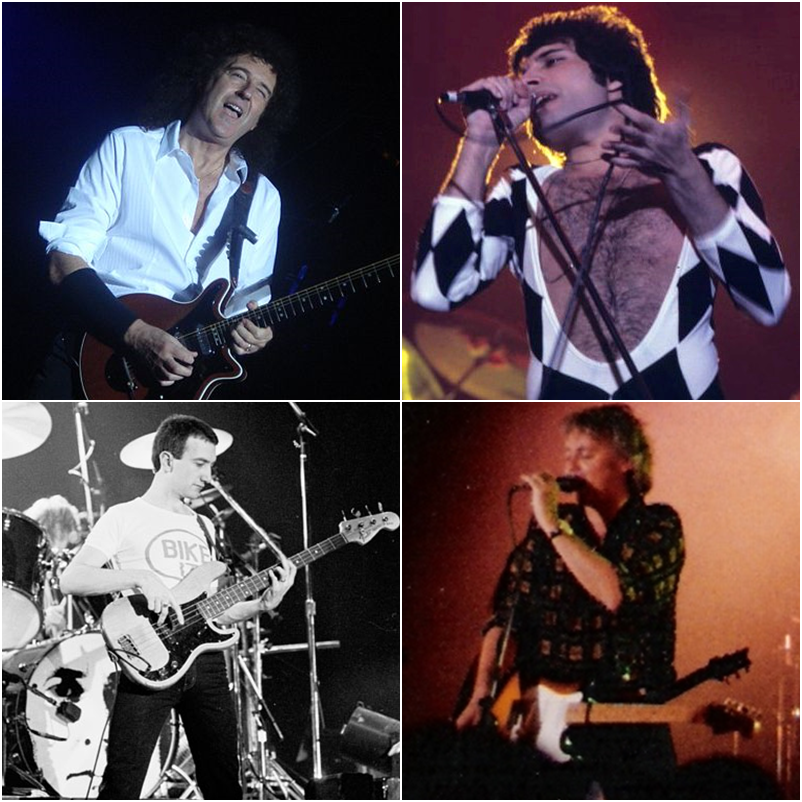
Az együttes tagjai: fent balra May, mellette jobbra Mercury, lent balra Deacon, mellette jobbra Taylor

A túlprodukált A Day at the Races fanyalgó kritikái után úgy döntöttek, hogy a következő, News of the World című albumuk spontánabb, rockosabb hangvételű lesz. Mike Stone társproducer segítségével igyekeztek a felvételek során is az egyszerűbb megoldásokat választani, például a „Sleeping on the Sidewalk” című dalt egy menetben, élőben vették fel. Ezzel szemben más daloknál – mint például a „We Are the Champions” – ugyanúgy a régi, megszokott módszert alkalmazták, és végtelennek tűnő próbafelvételek során tökéletesítették. Blake az együttesről írt könyvében úgy vélte, hogy ezen a lemezen mutatkozott meg addig legjobban a tagok különböző stílusának hatása a dalírásban, és ezúttal ez már nem vált javára az együttesnek. A dalok közt volt hagyományos rockballada mellett punk, funk és R&B utánérzésű szám is, a dalszöveg pedig kitért Mercury szexuális energiáira és Taylor ellenszenvére a punk zenekarokkal szemben.
1977. október 7-én megjelent a „We Are the Champions”/”We Will Rock You” kislemez, és nagy sikert aratott, Angliában a második, Amerikában a negyedik helyet érte el a slágerlistán. Mindkét dal a koncertjeiken hangosan éneklő közönség ihletésére született, és úgy írták meg őket, hogy a rajongók könnyen együtt tudják énekelni az együttessel. A „We Will Rock You” nagy részében az éneket kizárólag jellegzetes ütemű taps és lábdobbantás kíséri, a végén hallható csak egy rövid gitárszóló. Ez az együttes egyik legismertebb dala, 2004-ben a Rolling Stone magazin „minden idők legjobb dalának listáján” a 330. helyre került. A News of the World 1977. október 28-án jelent meg. A kritikusok lehangolóan írtak róla, a Rolling Stone szerint „A Queen az első nagyobb rockegyüttes, amely megkísérli demonstrálni a felsőbbrendűségét a punk rockkal szemben, azáltal, hogy a punk területére vonul. Ez működik, főleg mert a Freddie Mercury mögötti power trió maga is valóban primitív. Ha egyszer láttad a Queent a színpadon, messze a stúdió technikáitól, fájdalmasan tisztán látszik, hogy a »Sheer Heart Attack« egy kisebb probléma az egyenrangúan inkompetens zenészek közötti háború mellett.” A Record Mirror szerint is „nem rossz album, de lehetne jobb is.” A hűvös kritikák ellenére jól fogyott, és sikerült betörniük vele az amerikai piacra is, ahol a harmadik helyet érte el a listán, és milliós nagyságrendben fogyott. 1977 novembere és 1978 májusa között negyvenhat állomásos világturnéra indultak. A turné sikerét látva az addig szerény May is elismerte, hogy abban az időben „meghódították Amerikát.” Első alkalommal utaztak bérelt magángéppel a helyszínek között. Az együttes megjelenése sokat változott: Mercury haja rövidebb lett, és egyre gyakrabban hordott bőrruhákat (gyakran bőrdzsekit a balett ruha felett), May és Taylor pedig egyre inkább a kényelmes ruházatot részesítette előnyben a látványossal szemben.
Az együttes felemelkedésével párhuzamosan Reid egyre kevésbé tudta a Queen és Elton John ügyeit egyszerre intézni, ezért 1977 őszén közös megegyezéssel függetlenedtek egymástól. Az együttes létrehozta a saját produkciós cégeit Queen Music Ltd., Queen Productions Ltd. és Queen Films Ltd. néven, és ettől kezdve ezeken keresztül menedzselték magukat. Ebben az időszakban világszerte ismert sztárzenekarrá nőttek, és míg Deacon és May visszafogott, csendes életet éltek, Taylor, de főleg Mercury körül egyre sokasodtak a botrányok, és a bulvársajtó rendszeres szereplőivé váltak. 1977 júliusában Tony Stewart interjút készített Mercuryval, amely az NME magazinban jelent meg „Ez az ember seggfej?” címmel: ebben kigúnyolta az énekes balettimádatát és a szórakoztatóipari hozzáállását. Stewart évekkel később azt mondta, hogy Mercury lekezelő volt vele az interjú során, és hogy „elvesztette a realitásérzékét.” Ez az eset csak még jobban ráerősített az együttes bizalmatlanságára a sajtóval szemben.
A soron következő Jazz albumukon a News of the World egyszerűsített hangzását akarták továbbvinni anélkül, hogy túl nyilvánvaló folytatást készítenek. Ennek ellentmondva producernek újra Roy Thomas Bakert kérték fel, aki az együttes korai, túlprodukált lemezeit is készítette. Baker azonban időközben segédkezett a The Cars nevű new wave/punk együttes bemutatkozó lemezénél is, és a Jazz felvételeinél felhasználta az ott alkalmazott produceri filozófiát: erőteljes vokálhoz egyszerű, letisztult hangszerelést rendelt, így a hangzás, az előző albumaik bombasztikus megszólalásával szemben visszafogott és hűvös lett: „A kórusok ugyanolyan erőteljesek voltak, mint azelőtt, de minden más letisztult, és összesűrűsödött, különösen Taylor dobolása.” Az 1978-ban bevezetett új adózási törvények úgy hozták, hogy az adózók a terhek nagy részétől mentesülhettek, ha az év csak egy kisebb hányadában tartózkodtak Angliában. Ezt sok más együttes mellett a Queen is kezdettől fogva kihasználta, és ettől kezdve az albumaikat nagyrészt, vagy teljes egészében külföldön vették fel. Első alkalommal dolgoztak a svájci Mountain Studiosban, ami végül annyira elnyerte a tetszésüket, hogy nem sokkal később megvásárolták. Részben a külföldi felvételek akadályozó hatásai miatt, részben szerzői jogi kérdések miatt ettől az időszaktól kezdve egészen a nyolcvanas évek végéig egyre feszültebb lett a légkör a stúdióban.

A Bicycle Race eredetileg meztelen borítójára a felháborodás miatt fehérneműt retusáltak

1978. október 13-án megjelent a dupla A oldalas „Bicycle Race”/”Fat Bottomed Girls” kislemez. A kritikusok vegyesen fogadták, kereskedelmileg pedig nem volt elég átütő. Bizarr, és megbotránkoztató reklámkampány kísérte a megjelenését: a „Bicycle Race” videóklipjében ötven meztelen nő kerékpározott a Wimbledon stadionban. A kislemez borítójára is egy meztelen biciklisről készült kép került fel, ami Amerikában akkora felháborodást okozott, hogy fehérneműt kellett retusálni a későbbi kiadásokra. Az újságok gúnyolódtak, és a rajongók egy része is támadta az együttest, mondván, elvesztették az eddig rájuk jellemző spiritualitást. Maga a Jazz album november 14-én jelent meg, ez alkalomból az együttes egy extravagáns ünnepséget rendezett New Orleans-ban, ahová meghívták mindkét kiadójuk főbb embereit. A partiról később szinte legendás történetek keltek szárnyra, miszerint meztelen pincérnők hordák körbe a tálcákon előkészített kokaint, és hogy törpék, és transzvesztita előadók szórakoztatták a vendégeket. Az együttes tagjai ezeket a híreszteléseket nagyrészt cáfolták. A lemez csalódást keltően szerepelt: Angliában a második, Amerikában a hatodik helyet érte el a listán. A kritikusok durván támadták, ahogy Blake írta
a Jazz még a News of the Worldnél is hidegebb fogadtatásra talált. Dave Marsh [...] a Rolling Stone-ban [azt írta], hogy „a Queen lehet az első fasiszta rockzenekar. Az egésztől csodálkozás fog el, hogyan viselheti el bárki is ezeket a szerencsétleneket és a szennyes ötleteiket.” Anglia még mindig a széles körű munkanélküliség fogságában vergődött, és a balra hajló zenei sajtó megvetette azt az együttest, amely az adófizetés elől külföldre menekül, de jó dolgában meztelen nőket kerékpároztat a saját szórakoztatására, és 200 ezres partit ad New Orleans-ban. Vádak érték őket a szexizmusuk miatt is, és a zenét sem fogadták túl jól. Az NME azt ajánlotta az olvasóinak, hogy csak akkor vegyék meg a lemezt, ha van süket családtagjuk.
Az 1978 októbere és 1979 májusa között zajló koncertturné során egyre nagyobb közönség előtt léptek fel, elvesztve a személyes kapcsolatot a rajongókkal. Ugyancsak hírhedtté vált az egyik amerikai előadásuk, ahol a „Fat Bottomed Girls” előadása közben kilenc meztelen nő ment fel a színpadra, és vette körbe Mercuryt. A koncertek európai állomásain felvett dalokból összeállított Live Killers koncertalbum 1979. június 26-án jelent meg, de általánosságban nem volt osztatlan sikere: „hangos volt és zajos. A koncerteken a Queen elhagyta a színpadot a »Bohemian Rhapsody« közepénél, füst és fényeffektusokkal szórakoztatva a közönséget, miközben bejátszották a dal opera-szakaszát a hangrendszeren. Ez élőben működött, de a lemezen, vizuális körítés nélkül nem.”

### The Game,Flash GordonésHot Space(1980–1982)
Az 1980-ban megjelenő The Game albumon még jobban kibővítették a stílusukat. Új helyen, a müncheni Musicland Studiosban dolgoztak, és a német Reinhold Mack lett a producerük, aki új produkciós eljárásokat tanított nekik, ami által sokkal egyszerűbb és gyorsabb lett a stúdiómunka. Azelőtt a tökéletes hangzás érdekében mindent többször felvettek, és a felvételekből kiválasztották a legjobbnak tűnőt, ezzel szemben Mack a technika segítségével inkább a gyorsabb, hatékonyabb munka híve volt. Több pop és R&B számot írtak, ezeket főleg Mercury és Deacon erőltették, Taylor és May az együttes régi, rockos hangzását favorizálták. Amikor Taylor egy frissen vásárolt Oberheim OB-X szintetizátorral állított be a stúdióba, elvetették a korábbi „nem használunk szintetizátorokat” hozzáállásukat, és több dalban kihasználták a lehetőségeit. A gyorsan felvett, és 1979. október 5-én kiadott „Crazy Little Thing Called Love” nagy siker lett Angliában, még nagyobb Amerikában, ahol az első helyet érte el a slágerlistán.

A Play the Game kislemez borítóján az együttes modernebb megjelenése látható

Az 1980. június 30-án megjelenő The Game mind Angliában, mind pedig Amerikában az első lett a listán. A borítón, és a dalokhoz készült klipekben az együttes kinézete jócskán megváltozott – rövidebbre vágatták a hajukat, és egyszerű utcai ruhákban, olykor bőrszerelésekben pózoltak. Mercury ekkoriban növesztett bajuszt a rajongóik egy részének nagy elégedetlenségére. 1980 augusztusában megjelent a funk-rock stílusú „Another One Bites the Dust” kislemez, és ugyancsak nagy siker lett Amerikában, a slágerlista első helyére került, és rendszeresen játszották a fekete zenét játszó rádióadók is. Grammy-díjra is jelölték „legjobb vokális rockzenekar” kategóriában, de nem nyert. 2002-ig csak Amerikában több mint 4,5 millió példányban fogyott. Az albumot vegyesen fogadták a kritikusok: „Olyan, mint egy fáradt öregember, vak és összetört. Mint egy vén macska, ami önelégülten dorombol” írta róla a Sounds, míg a Record Mirror kritikusa nagybetűvel szedve így kezdte a cikkét: „SZERETEM A QUEENT, SZERETEM A QUEENT...” és abszolút telitalálatnak tartotta. A Rolling Stone írója cinikusan írt róla: „Fekete bőrdzsekik, visszhangosítás, funky taps, kiemelkedő basszus és visszafogott hangszerelés – ezek a srácok tudják, hogyan kellene ennek a fajta zenének hangzania és érződnie, de nem elég rugalmasak ahhoz, hogy hitelesek legyenek.” Az albumot Grammy-díjra jelölték az „év producere” kategóriában, de nem nyert. Évekkel később Stephen Erlewine azt írta róla: „[a lemez] tetten éri, amint a Queen határozottan a pop felé fordul.”
Még 1979 végén felkérte őket Dino De Laurentiis producer, hogy írják meg az azonos című képregény alapján készülő Flash Gordon film zenéjét. Az együttes rábólintott az ajánlatra, és a The Game felvételeivel egy időben elkezdte készíteni a filmzenealbumot is. Laurentiis eredetileg egy komoly, epikus mozit, és ahhoz illő zenét képzelt el, Mike Hodges rendező azonban kissé giccses hangvételű filmet akart. Amikor Laurentiis meghallotta a korai demókat, tiltakozott, mondván, „ez nem az én filmem,” Hodges azonban kiállt az együttes elképzelései mellett. A felvétel producere Mack mellett ezúttal May volt. 1980. decemberében megjelent a filmzenét tartalmazó Flash Gordon lemez. Főleg szintetizátoros aláfestő zenéből és zörejekből állt, egy hagyományosabb dal volt rajta, a „Flash’s Theme,” amely kislemezen is megjelent. Mind az album, mind a kislemez a tizedik helyet érte el Angliában, és a kritikusok is jól fogadták, a Record Mirror szerint „az epikus dimenziók és magas minőség albuma.”
1981-ben az együttes a fennállásának tizedik évfordulóját ünnepelte. Ez alkalommal a kiadójuk megjelentette a legelső válogatáslemezüket Greatest Hits címmel. Különlegessége volt, hogy a különböző országokban különböző dallistával jelent meg, aszerint, hogy az adott régióban az együttes mely dalai lettek sikeresek. A válogatás az első héten több mint 300 ezer példányban kelt el Angliában, és ezzel platinalemez lett. 2011-ig több mint 25 millió példányban fogyott világszerte, ebből 6 milliót adtak el csak Angliában, ezzel az ország legnagyobb példányszámban elkelt lemeze lett. Amerikában kisebb volt a sikere, csak a tizennegyedik helyet érte el, de még így is több mint nyolcmilliós példányszámban fogyott ott is. Ezzel egy időben kiadtak még egy videóklip válogatást Greatest Flix címen, valamint egy fotóalbumot Greatest Pix címen.

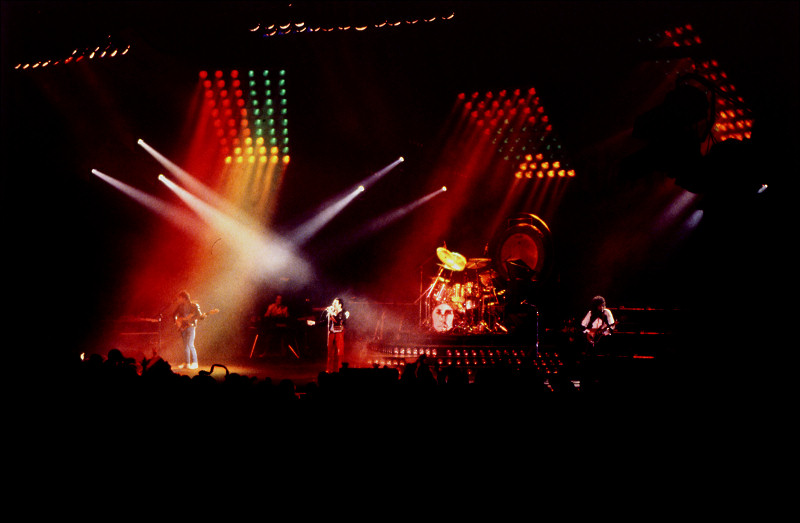
1982 áprilisában, egy európai koncerten

A The Game turné során nagyszabású stadionkoncerteket adtak a világ minden táján, és úttörő együttesként ellátogattak Dél-Amerikába is. Bár a koncertek megszervezése és lebonyolítása rengeteg pénzbe került, ezeken az előadásokon összesen 3 és félmillió dolláros bevételük volt, ami egyértelműen nyereségessé tette a vállalkozást. Jellemző volt a turné sikerére, hogy 1981. február 28-án São Paulóban 131 ezres tömeg előtt léptek fel, ami abban az időben rekordnak számított. A turnék szüneteiben Taylor felvette majd kiadta első szólólemezét Fun in Space címmel. 1981 júliusában a Mountain Studiosban gyűltek össze, hogy néhány ötletükön dolgozzanak. Az éppen akkor a városban időző David Bowie meglátogatta őket, és közös örömzenélésbe kezdtek, amelynek során végül közösen megírtak egy dalt, az „Under Pressure”-t. Még az év október 26-án kiadták kislemezen, és mivel mindkét előadó rajongói megvásárolták, az első helyet érte el Angliában. Az év végén visszatértek még egyszer Dél-Amerikába, de másodjára már nem alakultak jól a dolgok, több stadionban egyszerűen megvadultak a nézők, üvegekkel dobálták az együttest, más helyen gondok akadtak a kifizetéssel, így végül a turnét félbehagyva visszatértek a stúdiómunkához.
1982. május 25-én megjelent a Hot Space album, rajta az „Under Pressure” kislemezzel. Főleg Deacon és Mercury hatására a dalok egy része funk, diszkó és R&B stílusú volt, és a kislemezek, a „Body Language” és a „Back Chat” is ezt az irányt követték. May és Taylor ragaszkodtak az együttes klasszikus rock megszólalásához, így ők főleg hagyományosabb hangvételű dalokat írtak. Erlewine szerint „az első oldalon robot-szerű, new wave-dance pop hallható, dobgéppel és billentyűsökkel, míg May gitárja csak időnként kerül előtérbe. A másik oldal jobb, a keményebb stílusában éri tetten az együttest, bár itt is elektronikus dobok vannak.” A lemez a maga idejében nem kapott egyértelműen rossz kritikákat: a Rolling Stone megállapította, hogy „a Queent mindig is elsősorban a hangzás vezette az érzelmi mélység helyett,” míg a The Washington Post tisztelgett az album „igéző újramelegített diszkó” hangzása előtt. A rajongók egy része viszont elutasította az új stílust, és értetlenül fogadták a lemezt. Ennek köszönhetően messze nem teljesített olyan jól, mint az előző lemezeik, Angliában a negyedik, Amerikában a nagy csalódást jelentő huszonharmadik helyet érte el a listán. Visszatekintve a kritikusok nagy része az együttes egyik legrosszabb lemezének tartja. Az albumhoz igazított világturné 1982 áprilisa és augusztusa között zajlott, ennek során May, hogy kompenzálja a dalok könnyed stílusát, kifejezetten előtérbe helyezte bennük a gitárhangzást, keményebbé téve őket. Az 1982. június 5-én, a Milton Keynes Bowlban tartott koncertjüket filmre vették, és évekkel később Queen on Fire – Live at the Bowl címen DVD-n kiadták. A koncertfilm megőrizte a jelenetet, amelyben Mercury – utalva a lemez felemás fogadtatására – megnyugtatja a rajongókat, hogy az együttes nem szakad el a kemény rock gyökereitől. A turné során eljutottak Amerikába is, és az utolsó fellépésüket a népszerű Saturday Night Live műsorban adták.

### The Works, aLive Aid, ésA Kind of Magic(1983–1986)
Az 1983-as év eseménytelenül telt az együttes számára. A Hot Space nem várt bukása elkedvetlenítette őket, és kifáradtak a folyamatos, feszültségekkel teli stúdiómunkában és turnézásban. Úgy döntöttek, hogy kis időre félre teszik az együttes ügyeit, ez idő alatt minden tag a saját dolgaival foglalkozott: nyaraltak, stúdiózenészként dolgoztak mások felvételein, vagy a szólólemezeiket készítették – May többek közt Eddie Van Halen társaságában 1983. október 31-én kiadta a Star Fleet Project című középlemezt. Közben elhagyták az amerikai kiadójukat, az Elektrát, és átszerződtek a Capitolhoz.

Az együttes az „I Want to Break Free” videóklipjében. Balról jobbra: Taylor, Deacon és Mercury

1983 végén Tony Richardson rendező felkérte őket, hogy írjanak zenét a készülő The Hotel New Hampshire című filmjéhez, és ez újra összehozta őket. Richardson ugyan nem sokkal később lemondta a megrendelést, ők mégis tovább dolgoztak, immár egy új Queen lemezen, amely The Works címen jelent meg. Az előző albumuk kudarcán okulva kemény, de slágeres rockdalokat írtak, a szintetizátoros hangszerelés pedig már véglegesen a stílusuk részévé vált. Mindeközben a dalszövegek is sokat komolyodtak, a „Hammer to Fall” például a nukleáris háború veszélyéről, az „Is This the World We Created..?” a szegénységről és éhezésről szólt, a „Machines (or Back to Humans)” pedig a gépek és emberek ellentétét mutatta be. Az album vezető kislemeze, a „Radio Ga Ga” nemzetközi siker lett. Kisebb botrányt okozott viszont a második kislemez, az „I Want to Break Free” videóklipje, amelyben mind a négyen női ruhában voltak láthatóak – különösen visszatetszést váltott ki Amerika konzervatív keresztény régiójában. A The Works 1984. február 27-én jelent meg, és a világ nagy részén újabb sikert hozott az együttesnek, Amerikában viszont nem fogyott jól. A kritikusok kedvezően írtak róla, a Sounds szerint „minden van rajta: társadalmi elmélkedés a »Machines«-ben, Freddie szokott balladája az »Is This the World We Created..?«-ben és még egy jó kis metál is Brian Maytől a »Hammer to Fall«-ban,” a Rolling Stone szerint pedig „a hard rock királyi ünnepsége az unalmas metál utóíz nélkül; ebből kiderül, milyen lehet a 80-as évek Led Zeppelin II-je.” Ugyancsak ebben az évben, június 25-én jelent meg Taylor második szólólemeze, a Strange Frontier.
Az albumot követő világturné főként a Hot Space és a The Works ottani bukása, valamint az „I Want to Break Free” botránya miatt nem érintette Amerikát. Felléptek viszont a dél-afrikai Sun Cityben, ami sokakban megütközést váltott ki, mert az ország a rasszista társadalmi rendszere miatt az ENSZ és az angol zenészszakszervezet bojkottja alatt állt. Az együttes azzal védekezett, hogy ők nem politizálnak, és mindenkinek zenélnek, aki szereti őket. Mivel Sun Cityben főleg tehetős emberek előtt léptek fel, kiadtak egy kizárólag Dél-Afrikában terjesztett koncertlemezt, amelynek bevételeiből egy ottani, süket és vak gyermekeket tanító iskolát támogattak. Hazatérve a szakszervezet büntetéssel sújtotta őket, de az együttes nem bánta meg a döntését: „Még a dél-afrikai újságok is idézték a véleményünket, hogy az apartheid uralmának véget kell vetni – ami elég szokatlan volt akkoriban –, és kapcsolatba kerültünk helyi zenészekkel, akik mind azt mondták: »Köszönjük, hogy eljöttetek. Az egész világ kiközösít minket, és azt gondolják, mi is a rendszer kiszolgálói vagyunk, pedig ez nem igaz«.” – mondta May.
A The Works megjelenése után részben annak amerikai sikertelensége miatt, részben mert már örökösen veszekedtek a stúdióban, újra szünetet tartottak. Minden tag újra a saját dolgaival foglalkozott, de még a feloszlás lehetősége is felmerült bennük. Ezt az időt kihasználva Mercury 1985. április 29-én kiadta eső szólólemezét, a Mr. Bad Guy-t. Az együttes tétlenségét Bob Geldof szakította meg, aki felkérte őket, hogy lépjenek fel az afrikai éhezők megsegítésére rendezett Live Aid segélykoncerten. Az együttes eleinte hallani sem akart erről, cinikusan álltak az ehhez hasonló segélyakciókhoz, de végül mégis vállalták. „Mondjuk ki nyíltan. Persze segítünk. Másrészről azonban az egész világ nézni fogja a koncertet a televízióban. Mi pedig ebből élünk, ezt nem szabad elfelejtenünk. Kétlem, hogy van művész, aki fellép, és ezt nem gondolta így végig.” – mondta Mercury. Ennek figyelembevételével már hetekkel az előadás előtt kibéreltek egy londoni színházat, és ott begyakorolták az előadásukat. 1985. július 13-án a londoni Wembley Stadionban 18:44-től adták elő a húszperces műsorukat, és eljátszották a „Bohemian Rhapsody,” „Radio Ga Ga,” „Hammer to Fall,” „Crazy Little Thing Called Love,” „We Will Rock You” és „We Are the Champions” dalokat. A közönség hatalmas ovációval fogadta őket, és a „Radio Ga Ga” alatt ugyanúgy tapsoltak, ahogy annak a klipjében volt látható. Rögtön a koncert után Bob Geldof és a zenésztársak nagy része azt mondta, hogy aznap a Queen előadása volt a legjobb, Elton John pedig úgy fogalmazott, hogy „ellopták a show-t”. Az együttest nagyon felvillanyozta a siker, hetekkel azelőtt még a feloszlást fontolgatták, de rádöbbentek, hogy van még igény a zenéjükre.
A siker hatására közösen megírták és 1985. november 4-én kiadták az „One Vision” kislemezt, amelyet a Live Aid ihletett, de valójában Martin Luther Kingről szólt. A sajtó azonban rosszallását fejezte ki, hogy egy ilyen önzetlen esemény ismertségéből akarnak hasznot kovácsolni. 1986 elején Russell Mulcahy rendező felkérte őket, hogy írjanak zenét a Hegylakó című filmjéhez. Az együttes megírt pár dalt a filmhez, majd tovább folytatták a felvételeket, hogy egy egész albumnyi dal elkészüljön. A felvételek producere Mack mellett David Richards, a Mountain Studios egykori hangmérnöke volt. A zenéjük még könnyedebb és slágeresebb lett, a Hegylakóhoz írt számok pedig – a korábbi Flash Gordonnal ellentétben – teljes értékű, rádióbarát dalok lettek. Több külső zenész közreműködött a felvételeken: az „One Year of Love” fúvósait Steve Gregory játszotta, a „Don’t Lose Your Head”-ben Joan Armatrading vokálozott, a „Who Wants to Live Forever” nagyzenekari betétjét pedig Michael Kamen vezényletével a Királyi Filharmonikus Zenekar vette fel. Az A Kind of Magic album 1986. június 3-án jelent meg, és felemást siker hozott. Ahogy Blake írta,
Amit a zenekar a „Live Aid Effektusnak” nevezett, még nem csökkent, és az album 100 ezer példányban kelt el az első héten, a slágerlista élére kerülve ezzel Angliában és Írországban. De Amerikától egyre messzebb kerültek. „Az A Kind of Magic külsőleg hard rock, de belül üres,” írta Mark Coleman a Rolling Stone-ban. Az album nem jutott tovább a negyvenhatodik helynél. Amerika újra túl messzinek bizonyult a koncertturnéhoz. Hazai pályán a The Times megtapsolta Freddie Diana Ross-utánzását a „Pain is So Close to Pleasure”-ben, de összegzése szerint az A Kind of Magic „csak annyira elegáns, mint a repülő kacsás fali díszek.”
Megállapodásuk értelmében az „A Kind of Magic” és „Princes of the Universe” kislemezek videóklipjét Mulcahy rendezte. Utóbbiban feltűnt Christopher Lambert, a Hegylakó főszereplője is. Az albumot népszerűsítő koncertturné Magic Tour címen zajlott 1986 júniusa és augusztusa között, ennek során összesen több mint egymillió néző előtt játszottak Európa szerte. 1986. július 27-én felléptek a budapesti Népstadionban is, ahol Mercury elénekelte a „Tavaszi szél vizet áraszt” című magyar népdalt. A turné anyagából állt össze a második koncertalbumuk, amely Live Magic címmel jelent meg 1986 decemberében.

### The Miracle,Innuendoés Mercury halála (1987–1992)
A Magic Tour véget értével újabb szünetet tartottak. Mercury 1987-ben Montserrat Caballé operaénekesnővel közösen kiadta a Barcelona duettlemezt. Taylor együttest toborzott, amely a The Cross nevet kapta. May elvált, majd megismerkedett Anita Dobson színésznővel, akinek segített elkészíteni a lemezét. Külön médiaérdeklődés követte Mercuryt, aki, mint később kiderült, 1986-ban egy japán útjáról hazatérve AIDS tesztet végeztetett. Az újságok innentől kezdve egészen a haláláig cikkeztek az egészségi állapotával kapcsolatban. Jim Hutton, Mercury élettársa 1987 húsvétján tudta meg, hogy Mercury AIDS-es. Eltérő állítások vannak arról, hogy az együttes mikor szerzett tudomást erről: egyes információk szerint már 1988-ban, Hutton szerint viszont csak az Innuendo felvételei alatt, 1991 környékén.
A következő, The Miracle című lemezüket már teljes egészében David Richards producer segítségével készítették el. Figyelembe véve, hogy a legtöbb vitájuk a stúdióban a szerzői jogi kérdések körül zajlott, úgy döntöttek, hogy ettől kezdve minden dalt, függetlenül attól, hogy melyik tag írta, közös szerzeményként jelölik. A dalok – ahogy a Queen esetében mindig – a könnyed pop melódiák, és a nehéz hard rock között ingadoztak, de Richards segítségével még inkább igénybe vették a szintetizátorok és számítógépes programok segítségét a komponálás és felvételek során. A The Miracle 1989. május 30-án jelent meg, és – Amerikát kivéve – világszerte sikeres volt. A kritikusok vegyesen fogadták, a Rolling Stone értékelte, hogy „legalább kis töredékét nyújtja a Queen egykori fenségének.” Kislemezslágerek sorozata jelent meg róla, mint az „I Want It All,” a „The Miracle” vagy a „The Invisible Man.” Mercury romló állapota miatt nem követte koncertsorozat a lemezt, ami különösen a Magic Tour nagy sikere után furcsának tűnt. Mercury azzal magyarázta ezt, hogy ennyi idősen már nem tudna végig csinálni egy megerőltető turnét.
A The Miracle felvételei után Mercury rávette az együttes többi tagját, hogy ne tartsanak szünetet, hanem folytassák a felvételeket. Ő maga is addig akart dolgozni, amíg az állapota engedte, hogy minél több éneksávot rögzítsen az együttes számára. A felvételek lazán és sok kihagyással zajlottak, Taylort például többször elszólították a kötelezettségei a The Cross mellett, valamint May társaságában jótékonysági zenéléseken vett részt, Deacon pedig alig volt jelen a felvételek során, mert a feleségével való megromlott viszonyát próbálta rendbe tenni. 1990 februárjában az együttes BRIT életműdíjat kapott a zeneiparban elért kimagasló eredményeiért. A díjat személyesen vették át a televízió által is közvetített műsorban, és mindenkit megdöbbentett, hogy az énekes mennyire le van fogyva és öregedve. Ez újra fellobbantotta a bulvárújságok érdeklődését iránta. 1990 novemberében elszakadtak az őket Amerikában képviselő Capitoltól, és 10 millió dollár fejében a Hollywood Recordshoz szerződtek.
1991. január 17-én megjelent az „Innuendo” kislemez, amelynek felvételénél Steve Howe, a Yes együttes gitárosa is segédkezett. Az első helyet érte el az angol slágerlistán. Az Innuendo album február 4-én jelent meg, a borítója – és hasonlóan a róla megjelenő kislemezek borítói – a 19. századi francia karikaturista, Grandville művei alapján készültek el. Nyilatkozataikban szerették úgy láttatni az albumot, mint visszatérést a régi, aprólékos stílusukhoz, mindazonáltal az Innuendón is nagy szerepet játszottak a szintetizátorok és hangképző szoftverek, amelyek segítségével gyakran egész dalrészeket komponáltak. Az album szövegvilága kevésbé elkalandozó az elődeinél, több számuk feltehetően Mercury állapotának köszönhetően önéletrajzi és önelemző jellegű. Az újságok vegyesen írtak róla, a Q magazin szerint „Ők valóban komolyan veszik a munkájukat, de őket komolyan venni, az egy teljesen más dolog,” a Rolling Stone szerint pedig „ezek az öreg muzsikusok úgy hangzanak, mintha eldöntötték volna, hogy meg sem próbálnak keménynek lenni, hisz annyi keménységben volt már részük életük során.” A lemezről kislemezslágerek sora jelent meg: „Headlong,” „I’m Going Slightly Mad” és „The Show Must Go On.” Az ezekhez készült klipekben jól nyomon követhető volt Mercury leépülése – a „Headlong” klipjében még energikus és mozgékony volt, az „I’m Going Slightly Mad”-et már fekete-fehérben kellett forgatni, hogy ne látszódjanak a betegség okozta sebek az arcán, a „The Show Must Go On”-ban pedig már nem is használtak friss felvételeket, régebbi klipekből vágták össze a filmet.
1991 második felében Mercury betegsége egyre súlyosbodott. Visszavonult londoni házába, és már a régi barátaival sem tartotta a kapcsolatot, hogy ne lássák, mennyire rossz állapotban van. Deacon ezt az időt ismét csak a családja mellett töltötte, Taylor újra a The Cross-szal stúdiózott, ugyanígy May is legelső szólólemezére készült. Mercury november 9-én úgy határozott, hogy nem szedi tovább az életmentő gyógyszereket. Az újságírók szó szerint letáboroztak a háza előtt, és zaklattak minden odaérkezőt és onnan távozót. November 23-án hivatalos nyilatkozatot adott ki, amelyben elismerte, hogy AIDS betegségben szenved, és összefogásra kért fel a betegség ellen:
Mivel az elmúlt két évben annyiféle találgatást olvastam a lapokban, szeretném bejelenteni, hogy a vizsgálatok HIV-pozitívnak mutattak, és AIDS-ben szenvedek. Úgy tartottam helyesnek, hogy nem hozom nyilvánosságra a dolgot, azok érdekében, akik a környezetemben élnek. De eljött az idő, hogy barátaim és rajongóim megtudják az igazat, és remélem, mindenki csatlakozik hozzám, orvosaimhoz és mindazokhoz, akik szerte a világon küzdenek ez ellen a szörnyű kór ellen.
Másnap, 1991. november 24-én elhunyt. Kívánságára a halála után újra kiadták a „Bohemian Rhapsody” kislemezt – Angliában dupla A oldalasként a „These Are the Days of Our Lives”-szal rövid idő alatt több mint egymillió példányban kelt el, Amerikában a „The Show Must Go On”-nal a B oldalán a második helyet érte el a slágerlistán, és több mint félmillió darab fogyott belőle. Akarata szerint az angliai bevételekből a Terrence Higgins AIDS Trustot, míg az amerikai bevételekből Magic Johnson AIDS ellenes szervezetét támogatták. A Queen három megmaradt tagjai 1992. április 20-ára a londoni Wembley Stadionban megszervezte a Freddie Mercury emlékkoncertet. A koncerten a Queen és vendégszereplők, Mercury egykori barátai és tisztelői (például Robert Plant, George Michael, James Hetfield vagy Tony Iommi) adtak elő saját, illetve Queen dalokat. A becslések szerint a televíziós közvetítésnek köszönhetően hetven országban mintegy ötszázmillió nézője volt a műsornak, és a milliós bevételekből megalapították az azóta is működő Mercury Phoenix Trust AIDS ellenes szervezetet (az alapítvány 2008-ban összesen nyolcmillió fontot osztott szét AIDS-szervezetek között). 1992. szeptember 28-án megjelent May régóta halogatott szólólemeze, a Back to the Light. 1993-ban George Michael és a Queen előadásában a „Somebody to Love” megjelent a Five Live középlemez részeként, és az első helyet érte el az angol slágerlistán.

### Made in Heavenés egyéb projektek (1995–2003)

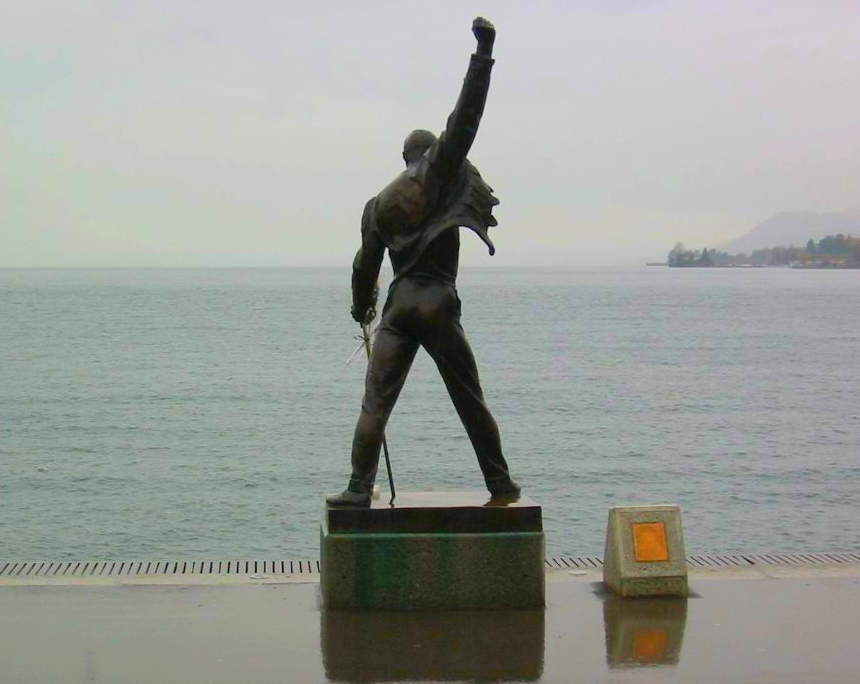
Mercury szobra Montreux-ben, a Genfi-tó mellett

1991-ben az együttes fennállásának huszadik évfordulójára újabb válogatásalbumok jelentek meg: az EMI kiadta a Greatest Hits II-t, amely ismét az első helyre került az angol slágerlistán, és 2012-ig több mint 3,8 millió példánya kelt el csak Angliában. Amerikában a Hollywood Records eltérő dalsorrenddel adta ki 1992-ben a Classic Queen albumot. Az utolsó hivatalosnak számító lemezük, a Made in Heaven 1995-ben jelent meg. May, Taylor és Deacon egyrészt újradolgozták a tagok bizonyos szólódalait (például Maytől a „Too Much Love Will Kill You,” Mercurytól az „I Was Born to Love You,” vagy Taylortól a „Heaven for Everyone”), másrészt korábban elkezdett, de félbehagyott dalkezdeményeket véglegesítettek. A munkát eredetileg Taylor és Deacon kezdte el 1992-ben, May a szólótervei miatt csak 1993-ban tudott csatlakozni hozzájuk, és mivel úgy érezte, hogy rossz irányba mentek el, rengeteg dolgot újrakevert és visszavont az addig elkészült dalokon. 1993 és 1995 között Taylor otthoni stúdiójában (Cosford Mill), és May házi stúdiójában (Allerton Hill) tökéletesítgették a felvételeket. A Made in Heaven 1995. november 6-án jelent meg, és nagy sikert aratott Angliában, ahol 2012-ig több mint egymillió példányban kelt el, de világszerte is közel 20 milliós eladást produkált, annak ellenére, hogy Amerikában csak az ötvennyolcadik helyet érte el. A kislemezei közül a „Heaven for Everyone,” a „Let Me Live” és az „A Winter’s Tale” Angliában bekerült a legjobb tíz közé. A kritikusok felemásan fogadták, a Rolling Stone „furcsa, gyakran nyugtalanító élménynek” nevezte, az NME szerint pedig „közönséges, hátborzongató, beteges és kétes ízű.”
1997-ben a megmaradt tagok újra stúdióba vonultak, és felvették a közösen írt „No-One but You (Only the Good Die Young)” című dalt, amely az 1997. november 3-án kiadott Queen Rocks, az együttes keményebb számait tömörítő válogatáslemez bónuszdala lett. Még ebben az évben Deacon visszavonult a zenéléstől, és ettől kezdve nem vett részt a másik két tag semmilyen projektjében, és általában negatívan nyilatkozott az együttes történetét folytató minden próbálkozásról. 1999-ben megjelent a Greatest Hits III válogatásalbum, amelyen az együttes sikerdalai más előadók, például Elton John vagy Wyclef Jean feldolgozásában szerepeltek. Közben a saját szólókarrierjüket is mozgásban tartották: Taylor előbb 1994-ben Happiness?, majd 1998-ban Electric Fire címmel adott ki lemezt, May ugyancsak 1998-ban jelentette meg az Another World-ot, majd 2000-ben Furia címmel adta ki az azonos című francia filmhez írt zenéjét.
2000-ben Taylor és May a Five nevű angol fiúcsapattal dolgozta át a „We Will Rock You”-t, gyorsítottak a tempóján, extra szöveggel és rap betéttel toldották meg. A kislemezen is kiadott dal ugyan az első helyet érte el az angol slágerlistán, de kritikailag nagyon elmarasztalták, és általános vélekedés szerint az együttes a saját emlékét tiporta sárba ezzel a feldolgozással. Ugyancsak 2000-ben Robbie Williams társaságában dolgozták át a „We Are the Champions”-t a Lovagregény című filmhez. Az együttműködés után felmerült, hogy Williams lehetne az együttes új énekese, de ez a rajongók és Deacon rosszallásának is köszönhetően végül is nem valósult meg.

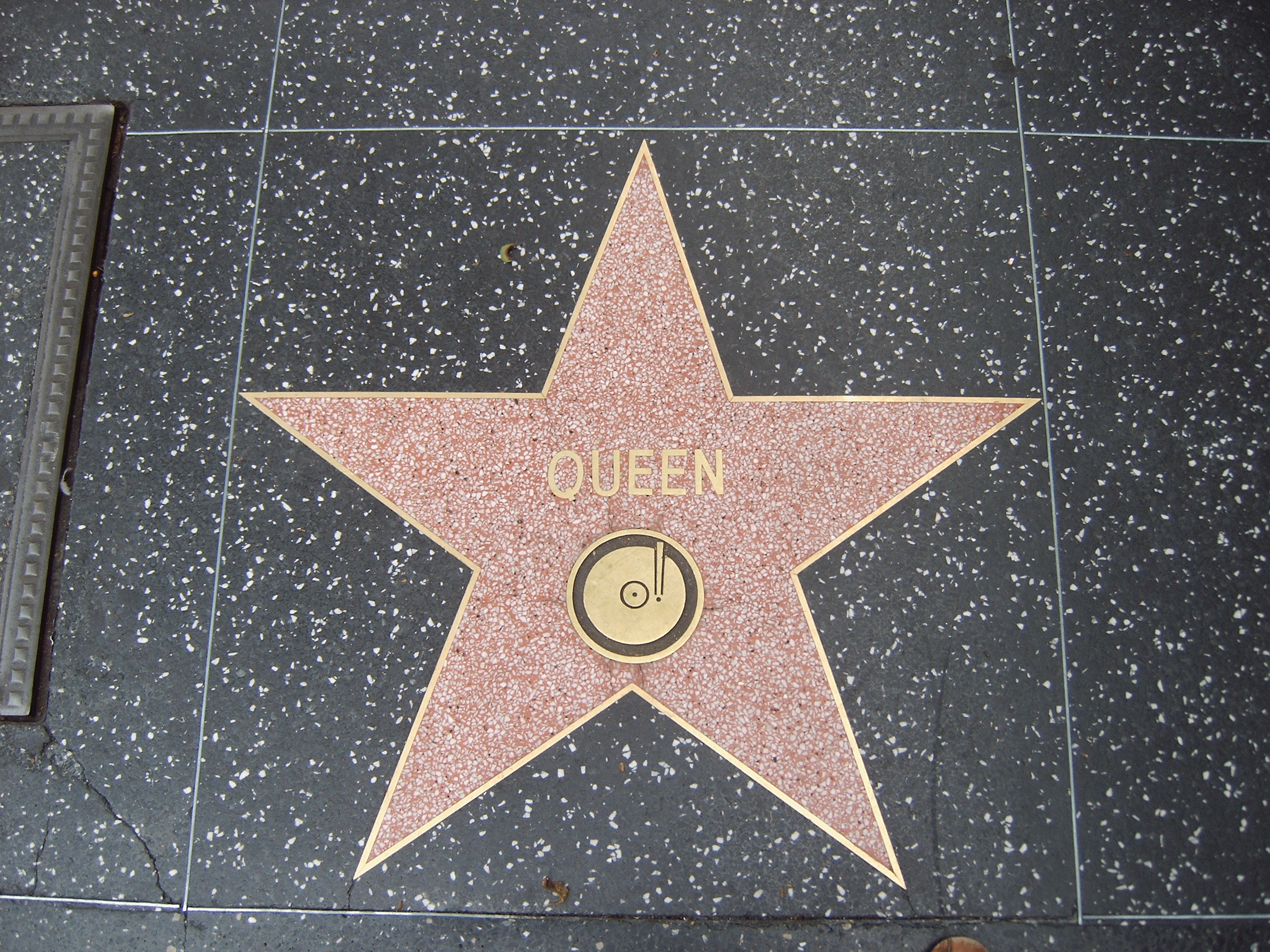
A Queen csillaga a hollywoodi hírességek sétányán

2002-ben Robert De Niro produceri közreműködésével Londonban bemutatták az együttes zenéjére épülő We Will Rock You musicalt. A zene átdolgozásában May és Taylor is részt vett, a darab jövőben játszódó történetét pedig Ben Elton írta. Az azóta eltelt években a világ több országában, így Amerikában is bemutatták, és mindenhol nagy nézettséget produkált, a sikerén felbuzdulva tervezik a folytatását is. A kritikusok viszont sekélyesnek, bárgyúnak és unalmasnak találták. Ugyancsak 2002-ben megkapták a 2027-ik csillagot a Hollywoodi hírességek sétányán. 2003-ban Taylor és May Nelson Mandela felkérésére szervezőként és zenei igazgatóként is közreműködtek a 46664 alapítvány AIDS ellenes koncertsorozatának megvalósításában. Ennek keretében világszerte több nagy koncertet szerveztek, amelyeken ők is felléptek. Az első koncerten, Fokvárosban három új AIDS témájú dalt is bemutattak, ezek voltak a „The Call,” a „Say It’s Not True” és az „Invincible Hope.” Ekkor olyan előadóművészekkel álltak színpadra, mint például Zucchero, Bono, The Edge, a U2 együttesből, Beyoncé vagy Anastacia, akinek szerzeményét, az „Amandla” című dalt is előadták közösen.

### Queen + Paul Rodgers és utána (2004–napjainkig)

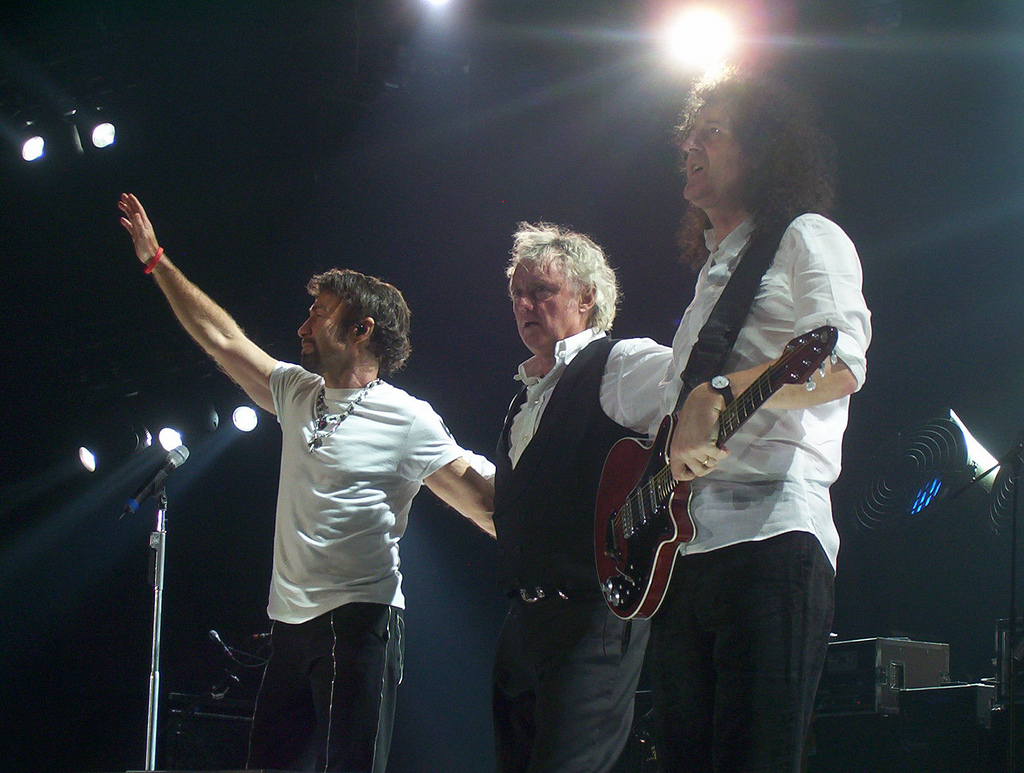
Rodgers, Taylor és May egy 2005-ös koncerten

2004-ben May fellépett a Fender cég által szervezett ünnepségen, ahol Paul Rodgerssel, a Free és Bad Company együttesek egykori énekesével közösen előadták az „All Right Now” című Free-dalt. Az eset után még abban az évben Taylorral kiegészülve az UK Music Hall of Fame gálán adtak elő Queen és Free dalokat. Úgy érezték, hogy olyan jól megértik egymást a színpadon, hogy érdemes lenne lebonyolítaniuk egy közös turnét. Deacont is megkeresték az ötlettel, de szokása szerint nem reagált semmit. A turné 2005-ben nagyrészt Európában zajlott, de felléptek Japánban és egy alkalommal Amerikában is – utóbbi abból a szempontból lényeges, hogy a Queen 1982 óta nem lépett fel az országban. Ahogyan a weboldalukon is megerősítették, Queen + Paul Rodgers néven léptek fel, de három kiegészítő zenész segítette őket a koncerteken: Spike Edney billentyűs, Jamie Moses gitáros és Danny Miranda basszusgitáros. A turné során felvett anyagból 2005 szeptemberében megjelent a Return of the Champions koncertalbum és DVD.
Ezután rövidebb szünetet tartottak, de már előre bejelentették, hogy közös albumot készülnek felvenni. A lemezen nagyrészt May és Taylor házi stúdiójában dolgoztak, a dalokat külön ötletekből hárman formálták véglegesre, és nem jelölték külön melyiknek ki a szerzője. 2008. szeptember 15-én The Cosmos Rocks címen jelent meg a lemez, és ahogyan arra az előzetes nyilatkozatokban is utaltak, a dalok főleg Rodgers blues-rock múltját elevenítették fel. Nem kapott jó fogadtatást, csak az ötödik helyet érte el az angol listán, nagyrészt mert rengetegen kifogásolták, hogy az új formáció miért viseli a Queen nevet; valamint úgy vélték, hogy ezzel meggyalázzák a Queen örökségét. A kritikusok pár ritka kivétellel nagyon negatívan írtak róla – a Metacritic kritikákat összegző weboldal szerint minden idők egyik legrosszabbul fogadott lemeze. Két kislemez is megjelent róla: az AIDS témájú „Say It’s Not True”-t 2007. december 1-jén ingyenesen elérhetővé tették az interneten, az AIDS elleni küzdelem buzdítására, később a megvásárolható változata a 90. helyre került az angol slágerlistán; a hírességeket kifigurázó „C-lebrity” pedig 2008. szeptember 8-án jelent meg, és a 33. helyet érte el. Bár a 2008-as turné jó látogatottságú volt (október 28-án felléptek Budapesten is), 2009 áprilisában mégis bejelentették, hogy felhagynak a közös zenéléssel.
May és Taylor az ezt követő időszakban is aktívak maradtak, hol külön, hol együtt lépnek fel Queen dalokat előadva. 2009 novemberében megjelent az újabb karrierösszegző Absolute Greatest válogatáslemez, ami jól fogyott Angliában. 2010-ben elhagyták az őket évek óta képviselő EMI kiadót, és az Island Recordshoz szerződtek. Ennek alkalmából az Island újra kiadta az együttes stúdióalbumait felújított hangzással és mindaddig kiadatlan bónuszdalokkal. 2012 folyamán többször is az American Idolban híressé váló Adam Lamberttel léptek fel, ami miatt meg is indult a találgatás, hogy esetleg Lambert lesz majd az együttes énekese, de ezt az énekes cáfolta. A 2012. évi nyári olimpiai játékok záróünnepségén Mercuryt kivetítőn idézték fel, May és Taylor pedig Jessie J társaságában adott elő Queen-dalokat. 2014-ben May bejelentette, hogy új albumot terveznek kiadni, amely olyan „rég elfeledett”, eddig sosem hallott dalokat fog tartalmazni, amelyben Mercury és Deacon is szerepelnek.

## Zenei stílus
Az együttesre az 1960-as évek ikonjai, és a kortárs rockzenészek voltak nagy hatással: mindannyian a Beatles rajongói voltak, valamint nagy hatást gyakorolt rájuk a Led Zeppelin és a Who kemény, gitárvezérelt stílusa. Brian May gitárosként Jimi Hendrix, Jeff Beck, Eric Clapton és Hank Marvin nagy tisztelője volt. Freddie Mercury énekesként Robert Plantet tekintette példaképének, a színpadi stílusára pedig egyrészt a rock területéről Hendrix, másrészt a kabaré felől Liza Minnelli volt hatással. Megalakulásuk után – főleg Mercury hatására – olyan stílust akartak felvenni, amely megjelenésével és zenéjével egyaránt meghökkentő. A korai években ezért az akkori glam rock sztárokat, David Bowie-t és a T. Rexet utánozva extravagáns fellépőruhában, kifestett szemekkel és körmökkel léptek fel, hogy minél inkább felkeltsék magukra a figyelmet. Ezt tükrözte a névválasztásuk is, ahogy Mercury később magyarázta: „A Queen nevet én találtam ki. Királyi, fenségesen hangzó név volt. Erős, univerzális és átütő. Pompát sugárzó szó, többféle jelentéssel. Természetesen tisztában voltam a dolog meleg felhangjaival, de ez csak a dolog egyik oldala. A bizarr, meleg imázs nem volt új találmány, Bowie és Bolan már megalkotta, de mi magasabb szintre emeltük. [...] tobzódni akartunk a pompában. Emellett sokkolni akartunk és megbotránkoztatni. Nem akartuk, hogy az emberek hosszasan töprengjenek rajta, szeretnek-e bennünket, vagy sem. Rögtön döntsék el magukban, amint megpillantanak bennünket.” A korai lemezeiknél a fent említett hatások mellett a kortárs progresszív rock együttesek – mint a Pink Floyd és a Yes – hatására egyszerre kemény, gitárvezérelt, ugyanakkor hosszú, gyakran különböző tételekből felépülő, misztikus szövegű dalokat írtak. A keménység mellett a humor is fontos része volt a zenéjüknek, Stephen Thomas Erlewine így vélekedett erről a kettősségről az AllMusic oldalán: „a bolondos és a macsó bizarr, mégis fogyasztható fúziója. Az albumaik éveken át dicsekedtek a »nem használunk szintetizátort« mottóval, jelezve a hasonlóságukat a Led Zeppelint utánzó hard rock zenekarok légióival. De Freddie Mercury énekes egy extravagáns camp érzést is hozott a Queenbe, a giccses humor és pszeudoklasszikus hangszerelés felé vezetve őket.” Az 1980-as évekre egyre slágeresebb, egyszerűbb dalokat írtak, és dalaikban megjelent a funk és az R&B hatása. Egy-egy dal erejéig különböző stílusokban is megpróbálkoztak, mint a punk, country, rockabilly vagy a ragtime.

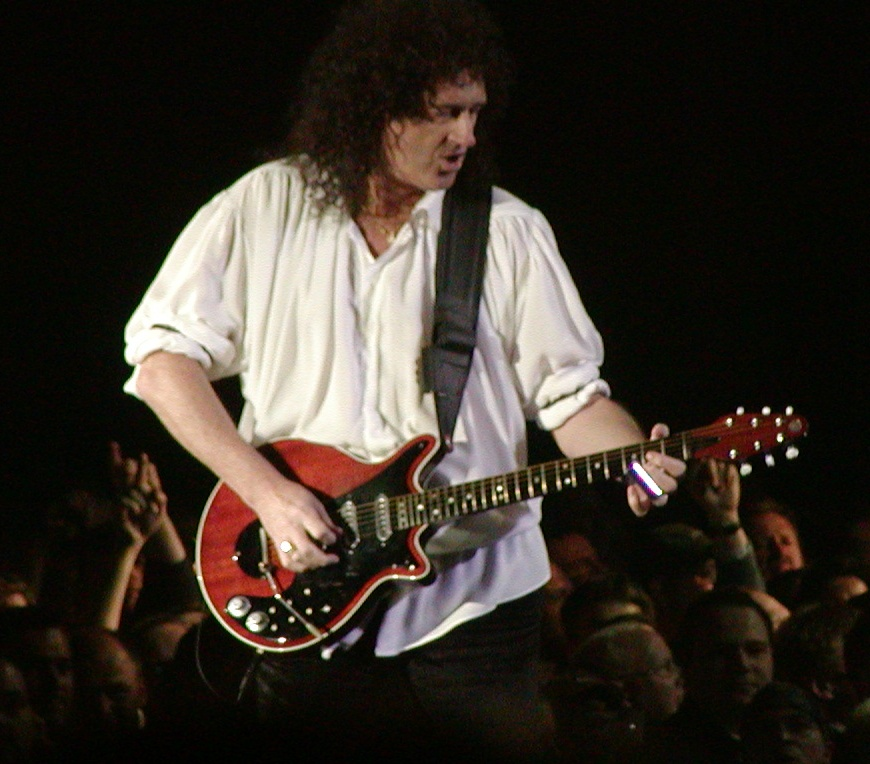
Brian May és a Red Special

A dalaik alapvetően gitáralapúak, a hangzást May saját maga készítette gitárja, a Red Special határozza meg, amellyel sikerült egy különleges, csak az együttesre jellemző, elnyújtott gitárhangzást kialakítania. Ugyanakkor nagyon sok dalukban szólal meg zongora (főleg Mercury játszott rajta), és főleg a korai években különleges hangszereket is bevetettek egy-egy dalban, mint a hárfát a „Love of My Life”-ban, vagy csembalót a „Fairy Feller’s Master-Stroke”-ban. Viszonylag kevés akusztikus daluk volt, a pár kivétel alkalmával May tizenkét húros Ovation, vagy pedig tizenhat húros Martin D-18 akusztikus gitáron játszott. Az 1980-as évekre egyre többet kísérleteztek a szintetizátorokkal, és később már kényelmi megfontolásokból szinte minden dalukban használták. Jellegzetességük volt a már-már túlzóan erőteljes, aprólékosan kimunkált ének és gitárhangzás, amelyet többszörös rájátszással hoztak létre. Jó példa erre a „Somebody to Love”-ban hallható ének, vagy a „Father to Son”-ban hallható gitárhang. Mercury mellett a korai években Taylor és May is elénekelték a saját dalaikat, és hármójuk együttes kórusa mindvégig az együttes megszólalásának egyik kulcsa volt. Taylor így jellemezte hármójuk énekét: „Brian nagyon mélyre tudott lemenni, Freddie-nek nagyon erőteljes hangja volt középen, én pedig a magas hangokban voltam jó.”

### Dalszövegek
A korai időszakban főleg Mercury és May írta a dalokat, majd az 1970-es évek közepétől Deacon és Taylor is felzárkózott hozzájuk. Ahogy a nyilatkozatokból kiderült, gyakran félkész dalokkal érkeztek a stúdióba, ahol azután közösen véglegesítették őket, de mindig a szerző elképzelései alapján. Megállapodás szerint az számított a szerzőnek, aki a szöveget írta. A legtöbbször először a zenét írták meg, ehhez igazították hozzá később a szöveget, amelynek során Peter Freestone, Mercury személyi titkára szerint gyakran „vért izzadtak.” Gyakori volt, hogy mindannyian magukban dolgoztak a saját szerzeményükön, akár külön stúdióban. A felvételek során rengeteget vitatkoztak, a nézeteltérések egyik fő oka az volt, hogy kinek a dala kerüljön kislemezre (ami által a szerző többletbevételhez jutott), de gyakori viták voltak May lassú, nagyon aprólékos munkastílusa, vagy az eltérő zenei elképzelések miatt is. A dalaik legnagyobb része a szerelem és a rock and roll életmód körül forog, egy kisebbik részüknek pedig nehezen értelmezhető szövege van. May nem egyszer magyarázgatta dalainak jelentését, ellenben Mercury többször visszautasította az értelmezésüket, mondván, mindenki olvassa ki maga belőlük a mondanivalót, és olyan célzásokat is tett, hogy a dalainak nincs mondanivalója, csak a szórakoztatás a célja velük.
A Queen album Mercury által szerzett dalaiból három keresztény vallási témákat érint: a „Liar” egy a gyóntatópaphoz szóló monológ, a „Great King Rat”-ben valláskritikus mondat hangzik el („ne higgy el mindent, amit a Bibliában olvasol!”), a „Jesus” pedig Jézus legendájából emel ki egy részletet (hasonlóan az akkoriban megírt, B-oldalas „Mad the Swine”-hoz). A Queen II album szövegvilágát misztikus hangulat hatja át, felemlítve az angolszász folklór több alakját (ogrék, királyok és királynék, tündérek, Wagoner Will), és az együttes által kitalált mesés motívumokat. Roger Taylornak a korai időkben visszatérő témája volt a fiatalok lázadása, a nők és az autók szeretete („I’m in Love with My Car,” „Tenement Funster”) és a punkzenekarok gúnyolása („Fight From the Inside,” „Sheer Heart Attack”), hasonló témája volt Brian Maynek az apa fiú kapcsolat („Good Company,” „Father to Son”) és a fiatalkor iránti nosztalgia („White Queen,” „Some Day One Day”). Viszonylag kevés társadalmi problémákat boncolgató dalt írtak, ilyenek voltak a „White Man,” amely az amerikai indiánok múltját idézte fel, a „Hammer to Fall,” amely a feszült hidegháborús világpolitikára utalt, az „Is This the World We Created..?,” amely a világ halandóságát mutatja be, vagy a „Scandal,” mely a bulvársajtó tolakodását sérelmezte.
Mercury soha nem beszélt a nemi irányultságáról, a mássága csak az elhunyta után derült ki egyértelműen. Ennek ellenére még életében elterjedt, hogy meleg, és ez a tény az együttes dalszövegeinek értelmezésére is rányomta a bélyegét: a „Get Down, Make Love” „I suck your mind – you blow my head” sorait nézve Georg Purvis arra a következtetésre jutott, hogy ez lehetett Mercury egyik első homoszexuális témájú dala, Theodore Gracyk szerint a „Bohemian Rhapsody” szövege metafora a coming outra, Ken McLeod szerint pedig a „We Are the Champions” egyes sorai Mercury titkolt homoszexualitására utalnak. Ezzel együtt sokan azokba a dalokba is belelátják ezt az értelmezést, amelyeket nem is Mercury írt. 1984-ben egy riporter megkérdezte tőle, hogy az „I Want to Break Free” valóban a melegekről szól-e, mire Mercury azt válaszolta, hogy a dalt Deacon írta, aki boldog házasságban él.

### Élő előadások
Az együttes eredeti felállása alatt, 1970 és 1986 között több mint 700 koncertet adott a világ minden táján. A kezdetekben sok feldolgozásdalt játszottak az őket inspiráló előadóktól (Elvis Presley, Gene Vincent), majd az évek elteltével minden lemezüket világturné követte, ahol mindig beiktattak pár számot a lejátszási listára a legújabb lemezről. Rendszeresen felléptek Európában, Amerikában és Japánban, majd az 1980-as évek elején úttörőként eljutottak a nyugati popzene számára addig ismeretlen területekre is, Dél-Amerikába és Dél-Afrikába. A turnékon éveken keresztül négyen játszottak, minden kiegészítő zenész nélkül. Az 1982-es Hot Space turnén a billentyűsökön régi ismerősük, Morgan Fisher játszott, később Fred Mandel, majd 1984-től Spike Edney. A stúdióban sokszor bonyolult dalaikat jelentősen leegyszerűsítették a koncerteken, ugyanakkor általában kissé nyersebben, keményebben játszottak élőben, Taylor és May pedig ugyanúgy besegítettek a vokálok éneklésébe. Előfordult, hogy egy-egy dalt Taylor vagy May énekelt, de ezt nem erőltették túlzottan: „maximálisan ki akartuk használni Freddie-t, mint frontembert. Úgy értem, ha ott van neked a világ legjobb frontembere, nem akarod vesztegetni az idejét”. A korai előadásokon nagy hangsúlyt fektettek az öltözködésükre is, kifestve és kosztümökben léptek színpadra az imázsuk részeként, de az 1980-as évekre ez szép lassan elkopott, és egyszerű utcai ruhákban léptek fel. Ugyancsak a korai időkben rendszeren játszottak több dalból összeálló keveréket, ezt az 1980-as évekre elhagyták. Rendszeresen volt az előadásokon akusztikus blokk. Mindvégig stabil pont volt May gitárszólója, amely a „Brighton Rock” című dalból fejlődött ki, és 1986-ra már több mint kilencperces volt. Az 1970-es években Taylor is adott elő dobszólót, de később ezt abbahagyta, arra gondolva, hogy egy hosszú szólót úgyis unnak az emberek.
A színpadon Mercury volt a legaktívabb a tagok közül, jellemző erre Bokor Péter meglátása az est.hu oldalán: „koncertet […] a karizmatikus frontember, Freddie Mercury dinamikus, helyenként kifejezetten teátrális színpadi előadásmódja teszi igazán élvezetessé. Míg a gitáros Brian May és a basszista John Deacon szerényen pengetnek a számukra kijelölt szegletben, addig a Freddie »bejátssza« a színpadot, végigrohangálja a koncertet, igazi pozőrként bevonja a közönséget, a legmagasabb szinten »csinálja a show-t«.” Ellentétben más zenekarokkal, a Queen koncertjei inkább a szórakoztatásról szóltak, mint a közönség és az együttes kapcsolatáról. Ezt gyakran fel is rótták a kritikusok, a The Times például egy 1984-es koncertjüket túl gépiesnek, túl üzletiesnek tartotta: „egy idő után a Queen Mercury szégyentelen profiljának áldozatává válik. Ez popzene, test és lélek nélkül.” A másik oldalról Mitchell Cohen így méltatta őket 1976-ban a Phonograph Record lapjain: „A legtöbb hard rock zenekarral ellentétben ahol a hiperenergikus énekesek vastag, monoton zenei alapokra gajdolnak, a Queennél jóval nagyobb szerephez jutnak a többszólamú vokálok és a bonyolult dalszerkezetek, melyek a színpadon felszabadítják őket az Akkord Zsarnoksága alól.” Az együttes koncertjeiről nagy számban készült kalózfelvétel, az interneten több mint 12 ezer weboldal foglalkozik Queen kalózfelvételekkel, több, mint bármely más együttessel kapcsolatban.

## Örökségük
A kortárs kritika rendszeresen kedvezőtlenül írt róluk, és visszatekintve is megoszlanak a vélemények: bár sok későbbi előadóra voltak hatással, főleg az 1980-as években kiadott lemezeiket utólag is sokan elmarasztalják. Az évek elteltével a legtöbb kritikus nagyra értékeli az együttes életművét. Stephen Thomas Erlewine, az AllMusic kritikusa szerint „Kevés együttes testesíti meg úgy az 1970-es évek színtiszta mértéktelenségét, mint a Queen. Freddie Mercury legendásan színpadias koncertelőadásainak köszönhetően a Queen a világ egyik legnépszerűbb zenekara lett az 1970-es évek közepén; Angliában az 1990-es években népszerűség és gyűjtöttség tekintetében csak a Beatles előzte meg őket. A hatalmas sikereik ellenére a rockzenei kritikusok sosem vették komolyan őket […] A kemény kritikák dacára ritkán csökkent a népszerűségük, sőt, a kései 1980-as évekre is megtartották a rajongóikat – Amerikát kivéve.” Jávorszky Béla Szilárd és Sebők János A rock története című könyvük második részében azt írták: „A Queen kellő tehetséggel és kreativitással rendelkezett ahhoz, hogy ne csak tiszavirág életű előadó legyen, hanem a hetvenes-nyolcvanas évek brit mainstream rockzenéjének meghatározó zenekara.” Ezzel ellentétben például a 2004-es Rolling Stone Album Guide kiadványban a Queennek a legtöbbre értékelt albuma csak három és fél csillagos volt, és a magazin kritikusai így írtak az együttesről: „Bár az albumaik közepes töltelékdalokkal vannak telepakolva, amitől a csoport általánosságban messze elmarad mondjuk a Led Zeppelin szintjétől, de legnagyobb slágereik diadalmas pompája – »Another One Bites the Dust«, »We Are the Champions«, »Bohemian Rhapsody« – elhomályosítják a bőséges gyenge anyagot.”
Több zenészre és együttesre voltak inspiráló hatással, például: George Michael, Robbie Williams, Metallica, Dr. Dre, Nirvana, The Smashing Pumpkins, Guns N’ Roses, Radiohead, Green Day és Lady Gaga. Fatboy Slim gyermekkorában szerette az együttest: „A Queen rendkívül eredeti zenekarnak számított fiatal koromban, mindig is nagyon kedveltem őket. A punk színre lépése előtti albumaik nagyon hangosak és eredetiek voltak. Egyértelműen beléjük voltam zúgva,” és Adele is nagy rajongónak vallotta magát: „Én vagyok minden idők legnagyobb Queen-rajongója. […] A Queen olyan zenekar, amely beépült az emberek DNS-ébe. Mindenki tudja, kik ők.”
2001-ben bekerültek a Rock and Roll Hírességek Csarnokába. 2011-ben felkerültek a Rolling Stone magazin felülvizsgált „minden idők 100 legjobb művésze” listájára, az 52. helyre, továbbá a magazin „minden idők 100 legjobb gitárosa” listáján Brian May a 26. helyre került, a „minden idők 100 énekese” listáján pedig Freddie Mercury a 18. lett. Világszerte 150 millió albumot adtak el, csak Amerikában 34,5 milliót. A The Sunday Times szerint az együttes túlélő tagjai a leggazdagabb brit zenészek közé tartoznak. A magazin által összeállított listán 2013-ban May nagyjából 95 millió font vagyonnal a 22., Taylor 90 millióval a 23., Deacon pedig 74 millióval a 30. helyre került.

## Diszkográfia
- Queen (1973)
- Queen II (1974)
- Sheer Heart Attack (1974)
- A Night at the Opera (1975)
- A Day at the Races (1976)
- News of the World (1977)
- Jazz (1978)
- The Game (1980)
- Flash Gordon (1980)
- Hot Space (1982)
- The Works (1984)
- A Kind of Magic (1986)
- The Miracle (1989)
- Innuendo (1991)
- Made in Heaven (1995)

## Videográfia
Pályafutása során az együttes számos koncertvideót és videóklip válogatást jelentetett meg.

## Turnék
Fennállásának 20 éve alatt az együttes több mint 700 koncertet adott a világ minden táján.

### Bibliográfia
- ↑ Blake 2010:  Blake, Mark. Is This the Real Life? – The Untold Story of Queen. London: Aurum (2010). ISBN 978-1-84513-597-3
- ↑ Brooks–Lupton 2009:  Brooks, Greg – Lupton, Simon. Freddie Mercury élete saját szavaival. Budapest: Cartaphilus (2009). ISBN 978-963-266-046-2
- ↑ Freestone–Evans 2006:  Freestone, Peter – Evans, David. Freddie Mercury. Budapest: Rózsavölgyi és Társa (2006). ISBN 963-8-70071-8
- ↑ Gunn–Jenkins 1992: : Gunn, Jacky – Jenkins, Jim. Queen: As It Began. New York: Hyperion (1992). ISBN 0-7868-8003-1
- ↑ Hodkinson 2004:  Hodkinson, Mark. Queen: The Early Years, 3. kiadás, London: Music Sales Limited (2004). ISBN 9780711960121
- ↑ Jackson2002:  Jackson, Laura. Queen: The Definitive Biography. London: Piatkus (2002). ISBN 9780749923174
- ↑ Jackson 2009:  Jackson, Laura. Brian May: The Definitive Biography. London: Piatkus (2009). ISBN 978-0749909765
- ↑ Purvis 2007:  Purvis, Georg. Queen: Complete Works. London: Reynolds & Hearn (2007). ISBN 978-1-905287-33-8
- ↑ Sutcliffe 2010:  Sutcliffe, Phil. Queen: A rock koronás királyainak teljes, képekkel illusztrált története. Budapest: Cartaphilus (2010). ISBN 978-963-266-182-7

### Egyéb források
- As it happened: Olympics Closing Ceremony. www.abc.net.au. (angolul) Australian Broadcasting Corporation (2012. augusztus 13.)  (Hozzáférés: 2013. április 20.)
- Classic bands top net bootleg chart. news.bbc.co.uk. (angolul) BBC News (2001. március 22.)  (Hozzáférés: 2013. április 20.)
- Queen honoured with Hollywood star. news.bbc.co.uk. (angolul) BBC News (2002. október 18.)  (Hozzáférés: 2013. április 20.)
- Bell, Max (1984. szeptember 8.). „Body but no soul”. The Times.
- Bennett, Joe (1998. december). „Brian May”. Total Guitar. [2007. június 29-i dátummal az eredetiből archiválva]. (Hozzáférés: 2013. március 31.)
- Blackett, Matt (2008. január). „Renaissance Man”. Guitar Player.
- Bokor Péter:  Queen: Queen On Fire – Live At The Bowl. est.hu (magyarul) (2005. február 4.)  (Hozzáférés: 2013. április 20.)
- Certified Awards – Search by parameters. www.bpi.co.uk. (angolul) BPI (Hozzáférés: 2013. április 20.) arch
- Capotorto, Alexandra (2014):  Queen – Artists Who Surprisingly Haven’t Won a Grammy. ultimateclassicrock.com (angolul) (Hozzáférés: 2014. augusztus 19.)
- Coleman, Mark – Scoppa, Bud – Weingarten, Christopher R. (2004):  Queen Album Guide. rollingstone.com (angolul) (Hozzáférés: 2013. április 20.)
- Collett-White, Mike:  Queen Signs To Universal, Preps Remastered Albums. billboard.com (angolul) (2010. november 8.)  (Hozzáférés: 2013. április 20.)
- Doran, John:  Queen Greatest Hits I and II Review. www.bbc.co.uk. (angolul) BBC Music (2011. január 6.)  (Hozzáférés: 2013. április 20.)
- Erlewine, Stephen Thomas (2012a):  Queen: Queen (album). www.allmusic.com. (angolul) AllMusic (Hozzáférés: 2013. április 20.)
- Erlewine, Stephen Thomas (2012b):  Queen: Queen II. www.allmusic.com. (angolul) Allmusic (Hozzáférés: 2013. április 20.)
- Erlewine, Stephen Thomas (2012c):  Queen: Sheer Heart Attack. www.allmusic.com. (angolul) Allmusic (Hozzáférés: 2013. április 20.)
- Erlewine, Stephen Thomas (2012d):  Queen: A Night at the Opera. www.allmusic.com. (angolul) Allmusic (Hozzáférés: 2013. április 20.)
- Erlewine, Stephen Thomas (2012e):  Queen: The Game. www.allmusic.com. (angolul) Allmusic (Hozzáférés: 2013. április 20.)
- Erlewine, Stephen Thomas (2012f):  Queen: Hot Space. www.allmusic.com. (angolul) Allmusic (Hozzáférés: 2013. április 20.)
- Erlewine, Stephen Thomas (2012g):  Queen (band). www.allmusic.com. (angolul) Allmusic (Hozzáférés: 2013. április 20.)
- Fitzpatrick, Liam:  As Freddie Mercury, he showed the world just how hard a Parsi boy could rock. time.com (angolul) (2006. november 13.)  (Hozzáférés: 2013. április 20.) arch
- Gracyk, Theodore. Listening to Popular Music: Or, How I Learned to Stop Worrying and Love Led Zeppelin. University of Michigan Press (2007). ISBN 0-472-06983-7
- Hendrickson, Matt (2005. február 24.). „Green Day and the Palace of Wisdom”. Rolling Stone (968).
- Jávorszky Béla Szilárd – Sebők János. A rock története 2. Glória Kiadó (2008). ISBN 9789639283749
- Kent, Nick (1976. december 18.). „Funny really”. NME.
- Kreisler, Lauren:  Queen's Greatest Hits has become the first album to sell over 6 million copies in the UK. www.officialcharts.com. (angolul) The Official Charts Company (2014. február 10.)  (Hozzáférés: 2014. február 12.)
- Longfellow, Matthew. (2005). Queen – Classic Albums: Making of A Night at the Opera (DVD). Eagle Rock Entertainment.
- McLeod, Ken. We Are the Champions: The Politics of Sports and Popular Music. Ashgate Publishing (2011). ISBN 9781409431442
- Album Releases by Score. www.metacritic.com. (angolul) Metacritic (Hozzáférés: 2013. április 20.)
- Newman, Jason:  Queen to Release New Album With Unreleased Freddie Mercury Songs. rollingstone.com (angolul) (2014. május 27.)  (Hozzáférés: 2014. június 11.) arch
- Queen's 'We Are The Champions' is the catchiest song ever, say scientists. nme.com (angolul) (2011. szeptember 30.)  (Hozzáférés: 2013. április 20.)
- Queen's Adam Lambert unafraid of bottling backlash at Sonisphere. nme.com (angolul) (2012. február 24.)  (Hozzáférés: 2013. április 20.)
- Prato, Greg (2012):  Brian May. www.allmusic.com. (angolul) Allmusic (Hozzáférés: 2013. április 20.)
- Ressner, Jeffrey (1992. január 9.). „Queen singer is rock's first major AIDS casualty”. Rolling Stone (621).
- Top Selling Artists. www.riaa.com. (angolul) RIAA (Hozzáférés: 2013. április 20.)
- Queen. rockhall.com. (angolul) Rock and Roll Hall of Fame (Hozzáférés: 2013. április 20.)
- Rolling Stone (2003). „The 500 Greatest Albums of All Time” (937). [2015. január 17-i dátummal az eredetiből archiválva]. (Hozzáférés: 2017. január 6.)
- Dave Tompkins – Music Database Rolling Stone - 500 Greatest Songs. University of Waterloo. (Hozzáférés: 2023. február 22.)
- Rolling Stone (2008) (2008. november 27.). „100 Greatest Singers of All Time” (1066).
- Rolling Stone (2012a):  Lady Gaga. rollingstone.com (angolul) (Hozzáférés: 2013. április 20.)
- Rolling Stone (2012b):  The Greatest Gutiarists – Brian May. rollingstone.com (angolul) (Hozzáférés: 2013. április 20.) arch
- (2021. szeptember 15.) „The 500 Greatest Songs of All Time”. Rolling Stone (963). (Hozzáférés: 2023. február 16.)
- Stewart, Tony (1977. július 29.). „Freddie Mercury: Is This Man a Prat?”. NME.
- Sullivan, Denise:  Queen: Somebody to Love. www.allmusic.com. (angolul) Allmusic (Hozzáférés: 2013. április 20.)
- Sweney, Mark:  Adele tops young musicians' rich list. guardian.co.uk (angolul) (2013. április 11.)  (Hozzáférés: 2013. április 12.)
- The Guardian (2006):  All messed up. www.guardian.co.uk. (angolul) The Guardian (2006. június 18.)  (Hozzáférés: 2013. április 20.)
- Gerard Way:  100 Greatest Artists: Queen. rollingstone.com (angolul) (Hozzáférés: 2013. április 20.) arch

### Angolul
- Brooks, Greg. Queen Live: A Concert Documentary. London: Omnibus Press (1995). ISBN 9780711948143
- Dawson, Mike. Freddie & Me. London: Jonathan Cape (2008). ISBN 9780224081931
- Dean, Ken. Queen: The New Visual Documentary. London: Omnibus Press (1991). ISBN 9780711928282
- Doherty, Harry. 40 Years of Queen. London: Goodman Books (2011). ISBN 9781847322272
- Goodall, Nigel. The Ultimate Queen. London: Simon & Schuster (1998). ISBN 9780684821498
- Hogan, Peter. The Complete Guide to the Music of Queen. London: Omnibus Press (1994). ISBN 9780711935266
- Hudson, Jeff. Queen. London: Endeavour London (2011). ISBN 9781908271136
- Jones, Lesley-Ann. Freddie Mercury: The Definitive Biography. London: Hodder & Stoughton (2011). ISBN 9781444733679
- Michael, Mick. Queen, In Their Own Words. London: Omnibus Press (1992). ISBN 9780711930148
- Nester, Daniel. God Save My Queen: A Tribute. Soft Skull Press (2003). ISBN 9781887128278Nester, Daniel. God Save My Queen II: The Show Must Go On. Soft Skull Press (2004). ISBN 9781932360516

### Magyarul
- Kapuvári Gábor – Sebők János. Queen. Budapest: Zeneműkiadó Vállalat (1986). ISBN 9633306388
- Dean, Ken: Queen – Ken Dean képes albuma – Kegyelettel és tisztelettel Freddie Mercury (1946–1991) emléke előtt, kiegészítések: Harmati Anikó, Hitzinger Emese, Németh Szilvia; fordítás: Tótisz András, Corvina, Budapest, 1992
- Hince, Peterː Queen – A színfalak mögött (Élet a 20. század egyik legnagyobb rockzenekarával), fordítás: Dobosi Bea, Real Egmont, Budapest, 2012, ISBN 978-963-343-318-8
- Richards, Matt – Langthorne, Markː Bohém rapszódia – Freddie Mercury élete, halála és öröksége, fordítás: Szabó Krisztina, Könyvmolyképző, Szeged, 2018
- Blake, Mark: A kind of magic – Queen A-tól Z-ig, fordítás: Végh Orsolya, Cartaphilus, Budapest, 2022
- Tánczos Lara (szerk.): Queen – Hogyan lett Mercury, May, Taylor & Deacon a rock uralkodója, fordítás: Sóskuthy György, IQ Press, Budapest, 2023, (Top bookazine)

### Weblapok
- Queen Online. www.queenonline.com (angolul)
- QueenZone. www.queenzone.com (angolul) (Hozzáférés: 2020. szeptember 18.) arch
- Ultimate Queen. www.ultimatequeen.co.uk (angolul)
- Queen. www.allmusic.com. (angolul) AllMusic
- Queen. www.rollingstone.com. (angolul) Rolling Stone
- Queen. rockhall.com. (angolul) Rock and Roll Hall of Fame